# Підгайці
Підга́йці — місто в Україні, центр Підгаєцької міської громади Тернопільського району Тернопільської області. Розташоване за 58 км від м. Тернопіль, на правому березі річки Коропець (басейн Дністра), на висоті 392 м над рівнем моря. У межах Підгайців — колишній хутір Буда. Населення — 2 500 осіб (2024)
Найближча залізнична станція Потутори — за 20 км на лінії Тернопіль — Ходорів.
Через Підгайці пролягають автошляхи Т 0903 Галич — Теребовля — Сатанів та Т 2004 Бережани — Монастириська.

## Географія

### Розташування
Підгайці лежать за 65 км від Тернополя, якщо їхати через смт Дружбу, за 58 км — через Купчинці (Козівський район) і близько 60 км, — через Козову.
Розташоване на правому березі річки Коропець, місто було здавна важливим торговим та адміністративним центром. Через важливе стратегічне значення місто часто опинялося в епіцентрі воєнних дій, багато його будівель не збереглося понині. Був час, коли місто, оточене рядами валів та ровів з водою, мало свій замок, близько 20 церков, з-поміж яких 2 вірменські. З давнього замку збереглися лише залишки фундаментів; правдоподібно, що в підземеллях замку досі захоронені скарби Марії Могилянки, привласнені Зофією Ґольською. Цінною історичною пам'яткою є вілла Чорторийських — літній палац Марцеліни Чорторийської, в яку був закоханий Фредерік Францішек Шопен. Побутує легенда, що світової слави композитор був у місті під Гаєм, гостюючи у своєї коханої.

### Природні ресурси
Природні ресурси: пісковики, мергелі, пісок, глини; сільськогосподарські угіддя (36,7 тис.га), ліси. Провідні галузі: сільське господарство (буряківництво, виробництво зерна, м'ясо-молочне тваринництво, свинарство), виробництво будівельних матеріалів (Підгаєцький цегельний завод).

## Походження назви
Вірогідна версія — назва міста походить від густих лісів (гаїв), які оточували його з заходу і півночі. В цьому випадку побутує версія про походження назви села від гори «Гай», що здіймається над правим берегом річки Коропець, але так ця гора називається в документах не раніше XIX століття.

## Історія

### Початки. Польський період
Первісне поселення в околиці сучасних Підгайців імовірно існувало в часи Галицько-Волинської держави у ХІІІ—XIV ст. і локалізувалося на території нинішнього села Старе Місто, фактично передмістя. За непідтвердженими переказами, мало назву Тудинка. Також в останні роки поширилася традиція датувати першу згадку про Підгайці 1397 роком, начебто його тогочасним дідичем був Діонізій з Підгайців (лат. Dynisio de Podhajce), проте немає достеменних підтверджень, що в документах йдеться саме про нинішнє місто Підгайці.
Як довів львівський географ Богдан Яворський, перша документальна звістка про Підгайці стосується 1436 року, коли згадано про «Ельжбєту з Підгаєць», дружину Міхала Бучацького.
На той час Підгайці все ще були селом, на території Старого Міста. Тут стояла одна церква, вперше згадана 1446 року — імовірно на місці нинішньої церкви Святого Юра.
Згодом власником міста став польський шляхтич Пйотр з Княгиничів (Книгиницький), син Пашека з Мазовіти (Пашек отримав у володіння Княгиничі); дехто вважає, що це був Пйотр Влодкович, хоча й бездоказово. Перед 1414 роком Пйотр видав дочку Ельжбету за Міхала Бучацького і передав тому Підгайці у посаг. Міхал Бучацький заклав на Старому Місті у Підгайцях костел. Після загибелі Міхала у бою з татарами 1438 року дідичкою Підгайців залишилася Ельжбета з Княгиницьких, яка з 5 синами осіла, правдоподібно, в Бучачі. 4-й з них — Якуб Бучацький — став повнолітнім 1448 року і отримав у володіння Підгайці, яке зробив своїм родинним гніздом; десь відтоді він писався «паном на Підгайцях».
Після 1460 року Якуб Бучацький осів у своїх маєтках і десь тоді (близько 1463 року) збудував замок на острові поряд з греблею через ріку Коропець, якою проходив торговельний шлях з Бучача і Язловця на Львів. Цей шлях лежав на важливому у пізньому Середньовіччі відтинку Великого Шовкового шляху з Кілії і Білгорода до Центральної Європи, що в цьому місці перехрещувався із дорогою з Галичі на Теребовлю. Поряд із замком на правому березі Коропця Якуб Бучацький записав фундуш для нового костелу і заснував нове місто на магдебурзькому праві (в архівних документах є запис за 1469 рік про заснування Якубом Бучацьким міста в Підгайцях поряд з однойменним селом на Старому Місті, яке (село) тоді ж було переведене на тевтонське (магдебурзьке) сільське право). Замок у Підгайцях став резиденцією Якуба Бучацького.
Підгайці зруйновано у війні Польщі з Молдовою під час походу господаря Штефана ІІІ Великого на Галичину в 1498 році.
Після смерті Якуба Бучацького 1501 року паном на Підгайцях став його третій син — теж Якуб. Подальші війни з Молдовою привели до повторного спустошення Підгайців у 1509 році військом молдовського господаря Богдана ІІІ Сліпого. Намагаючись підняти місто, єпископ Якуб Бучацький, який перебував на духовній службі далеко від родинного гнізда — у Любліні, Кам'янці, Холмі, 1519-го домігся у короля Сигізмунда І Старого права на щорічний ярмарок, а в 1520-му — права збирати греблеве мито за проїзд торгових валок через Коропець. Все це сприяло швидкому відродженню міста.
1534 року єпископ Якуб Бучацький продав Підгайці Міколаєві Вольському (†1548). Відтепер місто стало родинним гніздом Вольських, які стали величатися «панами на Підгайцях» і спричинилися до розквіту міста. 18 липня 1539 року король Сигізмунд Старий надав (очевидно, повторно) Підгайцям магдебурзьке право (документ зберігся). Було відбудовано Підгаєцький замок, який перетворився на могутню фортецю (у 1544 Підгайці згадуються як «oppidum-castrum» (місто-замок), відбудовуються церкви, костел, тут оселяються євреї, яких скоро стало найбільше з усіх міст тодішнього Галицького повіту в Галицькій землі Руського воєводства, збудовано синагогу (перша згадка про рабина, який очолював єврейську громаду, у Підгайцях стосується 1552 року). Подальшого розвитку місто зазнало за старшого сина Міколая Вольського — Станіслава (†1566), який був близьким до короля Сигізмунда ІІ Августа, і його сина Міколая. Місто розбудувалося в напрямку ближнього пагорба, на його вершку виникла нова Ринкова площа, будувалися кам'яниці, в надрах гори виникли розгалужені підземні ходи.
З 1554 року відомий перший міський герб. З'явилися ремісничі цехи; з 1590 відомий статут першого цеху кушнірів. Того ж 1590 року Підгайці здобули привілей на щотижневі торги по суботах.
За часів Міколая Вольського у середовищі підгаєцької католицької громади дійшло до серйозної кризи: в місті стрімко поширилося социніанство (аріанство); близько 1600 року підгаєцький костел захопили аріани. Це відбувалося в руслі подій Реформації у Європі.
1605 року Міколай Вольський продав місто Станіславові Ґольському, і Підгайці стали резиденцією Ґольських.
Місто далі розвивалося. Замок укріпили потужними баштами, адже зі стратегічного боку його положення, враховуючи розташування безпосередньо між двома високими пагорбами, було надто вразливим. Взагалі, розташування міста на пагорбі є нетиповим. У Середні Віки будували навпаки: замок на горі, місто — у підніжжі. Очевидно, була якась причина того, що місто, котре розвивалося на підставі маґдебурзького самоврядування, мігрувало на вершину пагорба, попри те, що рельєф утруднював доїзд возів і маж на площу Ринок. Сама Ринкова площа (нині Майдан Незалежності) є трикутною в плані, нетиповою для магдебурзьких міст, коли планування здійснювалося за німецьким зразком (як «шахове» планування у Львові), зате характерною для давніх руських міст.
Після смерті Станіслава Ґольського у 1612 році Підгайці перейшли до його брата — кам'янецького каштеляна Яна Ґольського. Проте наступного 1613 року Ян помер — посідачкою міста стала його вдова Зоф'я із Замєхова, яка після 1614 року вийшла заміж за Станіслава Лянцкоронського.
У 1616 році Станіслав Лянцкоронський (подільський воєвода, каштелян галицький; був дідичем сіл Швайківці, Шманьківчики та інших), купив Підгайці та Бучач з прилеглостями.

### Історія скарбу Марії Могилянки
Один з найцікавіших епізодів пов'язаний з Гольськими в історії міста пов'язаний зі зникненням величезного скарбу (до скарбу входили 70 000 дукатів, біжутерія, золото, самоцвіти, срібло тощо), який 1612 року заховала в укріпленому Підгаєцькому замку Станіслава Ґольського його своячка Марія Могилянка — дружина Стефана Потоцького, дідича Золотого Потоку — на час походу її чоловіка до Молдови. Проте того року Станіслав Ґольський помер у боргах, дідичем став його брат Ян, який заявив, що ніякого скарбу в замку немає. У червні 1613 року Марія Могилянка заявила на нього до ґродського (шляхетського) суду в Галичі. Проте цього ж року Ян Ґольський помер, а його вдова Зофія відмовилася будь-що віддавати борг. Це стало сенсацією на всю Річ Посполиту. 1618 року Стефан Потоцький, що повернувся з турецького полону, спорядив військо і рушив на Підгайці. Оборону замку очолила Зофія Ґольська-Лянцкоронська. Стефанові так і не вдалося взяти замок. До всього на місто кілька разів (у 1612, 1615, 1618, 1620, 1621 роках) нападали татари. Величезна пожежа 1621 року знищила місто. Проте скоро Підгайці відбудували в камені, так, що вже 1628 року їх назвали «oppidum novo lokationis» (новолоковане місто). Тоді ж, близько 1627 року збудовано в камені сучасну споруду підгаєцької синагоги. 1 вересня 1634 року Зофія Ґольська видала грамоту на «новий костел з ґрунту», тобто відбудову нинішнього костелу Трійці, який римо-католики повернули собі. У тестаменті, датованому 5 вересня 1635 р., Зофія записала також для костелів у Підгайцях, Янові і Верешині «срібло церковне волоське», і кошти, якими заклала у Підгайцях латинський шпиталь і школу, що непрямим чином підтверджує її причетність до зникнення скарбу. Її поховали в каплиці у підгаєцькому костелі. Місто в результаті тривалої судової тяганини Зофія Ґольська передала в заставу Сенявським — дідичам Бережан — тільки аби не Потоцьким.

### Підгайці за Станіслава Ревери Потоцького
1641 року, після смерті останніх учасників конфлікту, Підгайці таки перейшли до Потоцьких. Дідичем став Станіслав «Ревера» після укладення угоди зі спадкоємцем Зофії Ґольської Самуелем Замєховським, також з Адамом Єронімом Сенявським, який переказав йому свої «вірительності», забезпечені на Підгайцях.
Цей період став найвищим піднесенням міста. Було відбудовано замок, збудовано кам'яну хрестоподібну в плані Ратушу на площі Ринок, будинки. Крім костелу і синагоги, на території міста і передмість Старе Місто, Галич, Голендра було 6 (у XVIII ст. — 7) руських церков; у 1664 згадується вірменська (вірмено-грегоріанська) церква (очевидно, дерев'яна). Отже, у Підгайцях, крім християнської (католики і православні) і єврейської, була ще й вірменська громада, очолена вірменським війтом. З усього видно, що українського (руського) населення було найбільше, як, і по всіх містах Галичини у той час, крім Львова. У 1650–1653 роках руська громада збудувала в камені церкву Успіння Богородиці, яка стоїть дотепер.

Бурхливі події відбувалися в часи Хмельниччини і, ширше, Національної революції 1648—1676 років. Сильна руська громада в Підгайцях вимагала незалежності від Польщі. На початку літа 1648 року, коли Богдан Хмельницький підійшов до кордонів Руського воєводства, один з підгаєцьких руських священиків (як і завалівський та інші) відправив гетьманові листа із закликом йти на визволення Галичини. Козацьке військо увійшло до Підгайців у жовтні 1648 року. Перед приходом козаків у Підгайцях і околиці були сформовані повстанські загони. До одного з них увійшли підгаєцькі міщани Лесь Северинчик, війт Кость, Цимбаліст, Захар Білдага, які відзначилися під Будановом. Поляки спішно покинули околицю, в Підгайцях було встановлено українську адміністрацію. Проте в результаті програшу в Зборівській битві за умовами договору Хмельницький мусив звільнити Галичину і Волинь. У серпні 1649 року до Підгайців повернулася польська адміністрація, почалися польові суди над місцевими учасниками повстання. Пізніше козаки двічі брали місто — у 1653-му і разом з московитами у вересні 1655 року, проте без успіху. М. Грушевський. Історія України-Руси: 
|  | В Підгайцях Ляхи і міщане, побоявшися твого війська, великий замок, де жив гетьман Станислав Потоцкий, покинули і втікли, а в малім мурованім замкнулось трохи людей-пани та міщани і потім добили тобі чолом і присягу зложили; ми їх веліли вислати за Дніпро на життє, а великий замок і мурований замочок і посади спалити. |

Незважаючи на лихоліття, Підгайці залишалися значним торговим центром, про що свідчить Евлія Челебі, який 26 травня 1657 року побував у місті.
7 лютого 1667 року Станіслав Ревера Потоцький помер у Львові і похований у каплиці Потоцьких у підгаєцькому костелі Трійці. Дідичем став другий з його синів Фелікс Казимир Потоцький.

### Підгаєцькі угоди
Восени 1667 року в Галичину увійшло 30-тисячне козацько-татарське військо Петра Дорошенка і калги Кирим Ґерая, а також нуреддина (можливо, Ґази Чобана Ґерая, який був нуреддином у 1666–1671 роках) із 3 тисячами яничарів. Назустріч їм вийшло 3-тисячне польське військо польного коронного гетьмана Яна Собеського. Собеський наказав звести 2 равеліни північніше підгаєцького замку. На боці Собеського виступило 6000 озброєних селян, у тому числі підгайчани — муляр Яцентій Стєбло, учень шевця Ясь. Битва тривала 6—16 жовтня 1667 року на полях біля Старого Міста. На лівому фланзі польського війська розмістили кінноту під орудою досвідченого полковника Александра Поляновського, їм протистояли татари. На правому фланзі проти козаків Дорошенка стояла польська піхота під командуванням полковника Владислава Вільчковського. Польською артилерією, розміщеною в равелінах, командував Станіслав Ян Яблоновський. Поляки використали перевагу місцевого рельєфу, розділеного посередині широким яром, а також озерами, що утруднювало маневр козаків і татарської кінноти. Загалом у боях поляки втратили 500 чоловік, серед козаків і татар також були великі жертви. Несподівано кошовий отаман Ждан Ріг (Іван Кириленко) разом з Іваном Сірком вдерлися до Криму. Татари запанікували і 16 жовтня уклали перемир'я з Собеським. Це змусило Дорошенка до миру з поляками. Підгаєцьку угоду підписано 19 жовтня 1667 року у підгаєцькому костелі. Кампанія закінчилася поразкою українців і Галичина залишилася за Польщею.

### Занепад міста
Наступного року розгорілася драматична боротьба за Львівсько-Галицьку православну єпархію між Єремією Свистельницьким і Йосифом Шумлянським. Про Шумлянського було відомо, що він колишній греко-католик, висвячений на православ'я заради кар'єрних міркувань, а в тодішньому патріотичному таборі греко-католицьку церкву вважали польською інтригою і противилися тому. Підгаєцький православний декан Теодор Ловецький підтримував Свистельницького. Влітку 1668 року новообраний Шумлянський проводив огляд єпархії і прибув до Підгайців. Між ним і Ловецьким виник конфлікт і в результаті Шумлянський наказав скинути старенького Ловецького з коня, ще й стрілити в нього з пістоля.
Новий підгаєцький дідич Фелікс Казимир Потоцький своїм осідком зробив Христинопіль, оскільки Підгайці раз по раз піддавалися спустошенням у ході Польсько-турецької війни, в якій турки виступили союзниками Дорошенка. Хоча Ульріх фон Вердум, який 19 лютого 1672 року побував у Підгайцях відзначив, що це велике і багате місто, проте повсюди вже видно сліди руйнувань. 9—11 вересня 1675 року величезна турецька армія під командуванням паші Ібрагіма Шишмана, а в наступному 1676 році — Ібрагіма Шайтана зруйнували Підгайці вщент.
Щоб відновити місто, Фелікс Казимир Потоцький наказав звільнити Підгайці від усіх податків на 12 років. Проте це вже не могло зарадити справі.
В околицях Підгайців 8—9 вересня 1698 р. відбувся останній в історії Речі Посполитої бій з татарами. Польське військо очолював Фелікс Казимир Потоцький, татарське — сераскер Кубанської орди Каплан Ґерай. У цьому бою поляки здобули перемогу.
Наприкінці XVII століття відбулися зміни в духовному житті підгаєцької громади. У 1690-х роках серед підгаєцьких євреїв розповсюдилося саббатіанство, з яким рабини вели нещадну боротьбу. У 1700 році православна Львівсько-Галицька єпархія, а з нею і підгаєцький деканат, заходами єпископа Йосифа Шумлянського перейшли в греко-католицизм.
Після смерті Фелікса Казимира підгаєцьким дідичем став його син граф Єжи Потоцький (помер 1747), а потім онук Евстахій. Всі вони осіли в маєтках в глибині історичної Польщі на Люблінщині. Останнім з Потоцьких дідичем на Підгайцях був Мар'ян, другий син графа Єжи. Він був маршалком конфедерації шляхти Галицької землі в складі ворожої Російській імперії Барської конфедерації, але 12 травня 1768 був розгромлений російським полковником Вейссманом в околиці Підгайців. Задля справи Барської конфедерації їхня сестра Катажина Коссаковська продала Підгайці Юзефові Бєльському (бл.1720–1774).

### Австрійський період

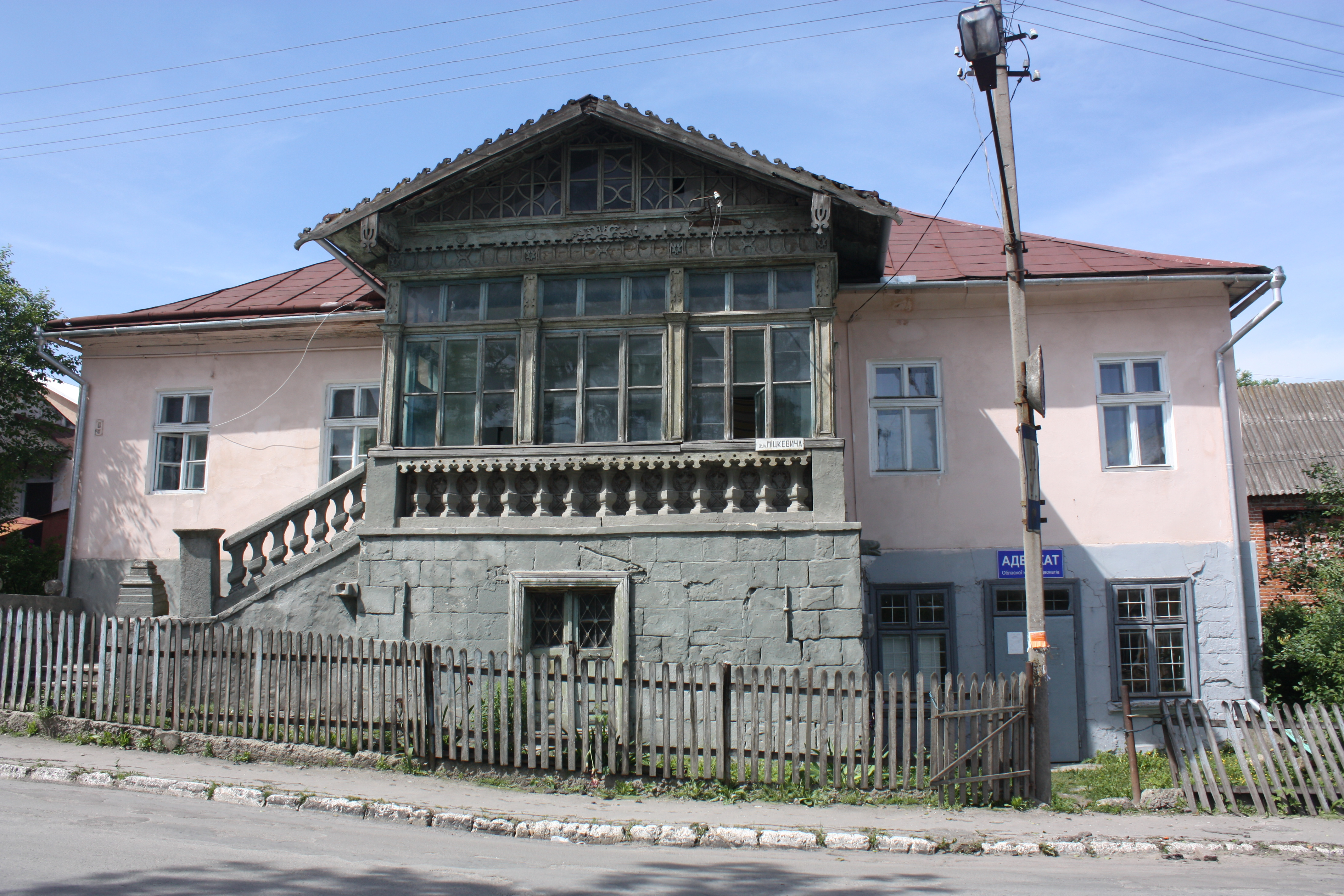
Будинок Чорторийських, 2010

Від 1772 р. місто належало до Священної Римської імперії німецької нації (від 1804 року Австрійської імперії, з 1867 року Австро-Угорщини).
Дідичем Підгайців у той час був Юзеф Бєльський, а після його смерті у 1774 році — його вдова Констанція з Бекерських. Вона померла у 1787 і після неї дідичем був її чоловік Каспер Рогалінський (1725—1788). Після того, як помер він, місто перейшло у спадок до дочки Юзефа Бєльського від першого шлюбу Марцелли (1773–1847). Марцелла Бєльська, яка вийшла заміж за Леонарда Ворцеля герба Донб (1769–1832), була дідичкою Підгайців аж до своєї смерті.
Проте в той час місто перебувало у занепаді. Дідичі проживали у маєтках в історичній Польщі. За «Ординацією» 1783 року Підгайці втратили статус міста і були перетворені на містечко. Також Магдебурзьке право в Галичині скасоване 1786 року.
На переломі XVIII—XIX ст. австрійська влада розібрала Підгаєцький замок, міські цегляні фортифікації і дерев'яні церкви, які перебували в аварійному стані, Йосифінською касатою скасовано «зайві» парафії, ліквідовано церковні шпиталі і цвинтарі. Підгайці покинула значна частина єврейського населення, яке переселилося до нових торгових центрів.
Щоб підняти місто, збудовано у 1817–1831 роках мурований гостинець Бережани—Монастириська—Бучач, а 8 червня 1820 року за клопотанням дідичів Марцелли і Деонарда Ворцелів кайзер Франц своїм декретом запровадив 11 ярмарків у Підгайцях. У 1867 місто стало центром новоствореного Підгаєцького повіту, а на початку 1870-х Підгайцям повернуто статус міста і створено міську ґміну.
У 1789 році у Підгайцях засновано державну тривіальну школу.
У Марцелли з Бєльських і Леонарда Ворцеля була дочка Емілія (1795–1822), яку видали за наполеонівського полковника князя Міхала Радзивілла (1781—1846), у них народилася дочка Марцеліна (1817—1894), яку видали за князя Александра-Ромуальда Чорторийського (1811—1886). Після смерті баби Марцелли з Бєльських у 1847 році Марцеліна успадкувала Підгайці.
26 травня 1889 р. вибухла грандіозна пожежа, внаслідок чого згоріло 75 % будівель міста. Відбудував місто бургомістр Міхал Боровський. За словами підгаєцького історика Міколая Нєдзвєцкого, «завдяки його старанням і місцевої людності» місто Підгайці після відбудови «зовсім інакше виглядає».
У 1895 р. дідичем став Адам Чижевіч. Він фундував будівництво залізничної колії зі Львова до Підгайців у 1909 році.
На загальних виборах до Австрійського парламенту 1907 року, Підгайці ввійшли до 60 сільського змішаного округу (Бучач, Підгайці, Монастирська, Вишнівчик). Від цього округу депутатом став львівський адвокат д-р Генрик Ґабль.
До 1-ї світової війни діяли водяний млин, броварня (знищені 1917), ґуральня, фабрика сільськогосподарських машин, повітовий шпиталь (1874), цегельня.

### Перша світова війна, перші визвольні змагання
З початком Першої світової війни перебіг подій виявився несприятливим для Австро-Угорщини. У вересні 1914 року російська армія окупувала Галичину, у тому числі Підгайці. Окупаційна російська адміністрація намагалася нівелювати українське національне життя, з окупантами співробітничали представники москвофільських організацій. У серпні 1915 року під час німецько-австрійського наступу більшу територію Галичини було відвойовано. У числі австро-угорських військ до Підгайців вступив ІІ курінь Легіону українських січових стрільців, відновлено колишню адміністрацію. Лінія фронту стабілізувалася вздовж Стрипи на рік. Москвофілам у Галичині влаштували терор, у репресіях особливо відзначилися угорські гонведи.
На початку серпня 1916 року в ході нового російського наступу (Брусиловський прорив) росіяни захопили Волинь, Буковину і незначну територію Галичини. Важливу роль під час офензиви генерала Брусилова відіграла залізниця Львів — Перемишляни — Бережани — Підгайці, точніше її кінцева гілка, яка на той час залишалася сліпою, оскільки будівництво колії до Бучача і Заліщиків не було завершене. Нова лінія фронту усталилася на рік, Підгайці опинилися на лінії фронту. 29 травня 1917 року у бою з п'ятьма літаками противника був смертельно поранений в груди та розбився російський льотчик-ас Микола Кокорін.
У другій половині 1917 року під час російського наступу (Наступ Керенського) російська армія вдруге спалила місто. В цілому, за час бойових дій у місті знищено близько 200 будинків, загинуло понад 10 % населення.
15 червня 1918 відбулося урочисте повернення до Зарваниці чудотворних ікон Матері Божої та Ісуса Христа з Підгайців, де переховував їх у час воєнного лихоліття о. Петро Зілинський, парох у Зарваниці. Це стало справжнім святом для місцевих священників і вірних, — писала газета Діло.
За Українсько-польської війни, що почалася наприкінці Першої світової війни, у Підгайцях 3 листопада 1918 року встановлено владу ЗУНР. У листопаді 1918 року Підгаєцька сотня вояків УГА обороняла м. Львів.
Під час українського наступу 14 червня 1919 року (Чортківська офензива у Підгайцях загинув і похований на місцевому цвинтарі капелан УГА Василь Опарівський — батько дружини Степана Бандери Ярослави.

### Міжвоєнний період

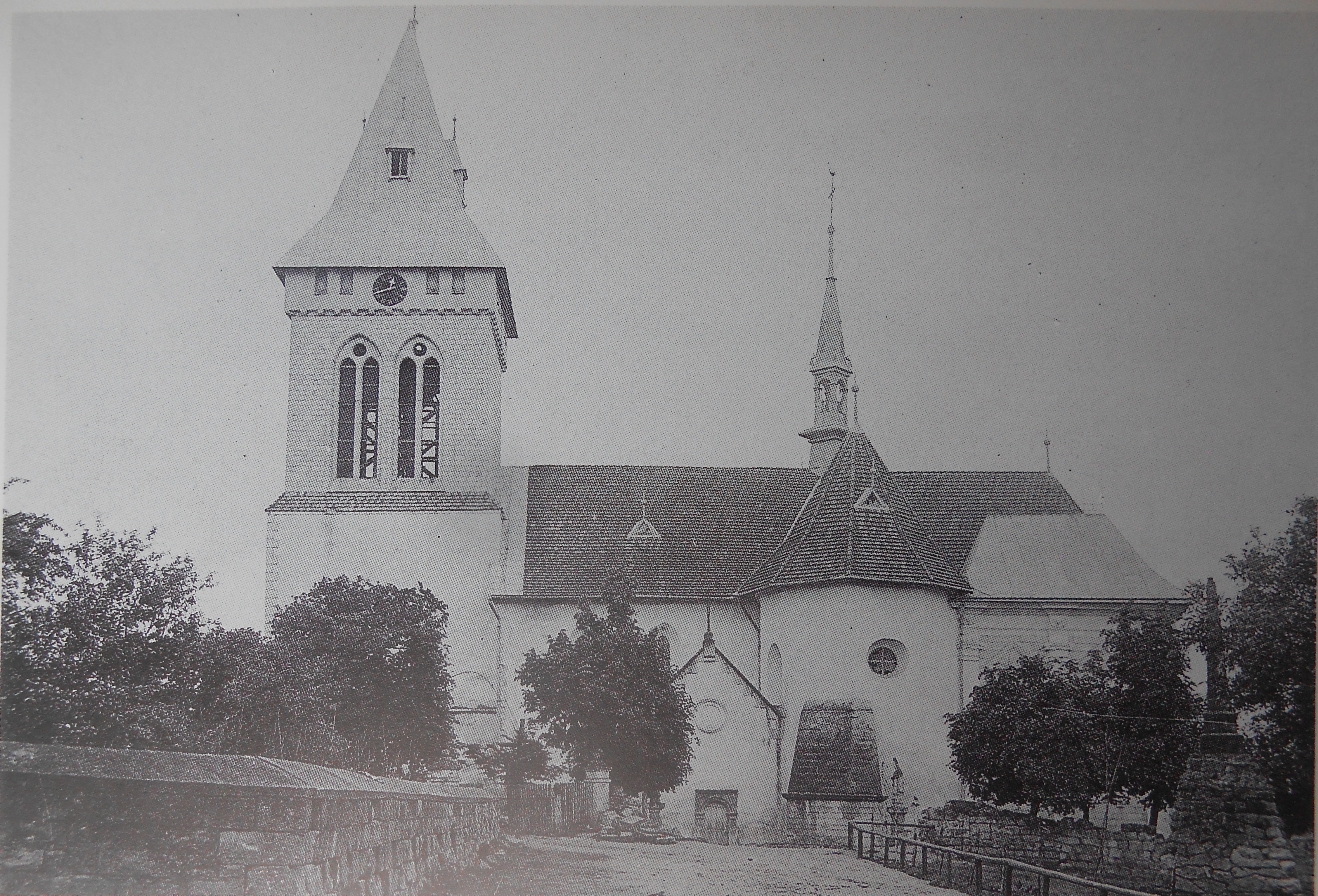
Костел Пресвятої Трійці, 1924

Місто належало Польщі у 1918-1939 роках. У 1931 р. серед мешканців міста поляків було 51%, євреїв - 36%, українців - 12% та інших.
1924 — створено Повітовий союз кооператив, 1925 — Пласт; 1931 організовано дружину копаного м'яча «Хортиця». 1930-ті — створено футбольні клуби: єврейський «Маккабі» та польський «Клюб Спортови». Діяли молодіжні організації «Січ», «Сокіл», «Бейтар», «Стшельци». 1928—1934 збудовано частину повітового Українського народного дому.
1930 — Підгайці постраждали від пацифікації.
18 вересня 1939 — проголошена радянська влада.
1940–1941 — працювала трикотажна фабрика «Червоний текстильник». 11 травня 1941 — «Кривава неділя» (органи НКВС вчинили масовий розстріл допризовної молоді).

### Друга світова війна
Після окупації міста нацистами Підгайці — у складі Бережанської округи.
Під час 2-ї світової війни знищено в місцевому гетто — понад 7 тис. євреїв, зруйновано 70 % житлового фонду, залізницю Львів — Підгайці (гітлерівцями при відступі).
Жителі Підгайців Гайдукевич, К. Сікорська — праведники народів світу
Частини Червоної армії вступили у місто в березні (Проскурівсько-Чернівецька операція) та липні (Львівсько-Сандомирська операція) 1944 року.
18 серпня 1944 на дорозі в районі Підгайців в засідку вояків УПА потрапив 1-й батальйон зв'язку 1331 стрілецького полку, який йшов на фронт. Більшість солдатів і офіцерів загинули, врятувалися лише 11 осіб.

### Національні громади

#### Українська громада міста
Не маючи свого приміщення у Підгайцях, українці винаймали для проведення заходів ресторан Ґотесмана (нині за адресою Майдан Незалежності, 14), збирались у «Дяківці» (вул. Злуки, 9), гуртувались у залі польського «Сокола» (вул. Міцкевича, 1), допоки не збудували свого Українського Народного Повітового Дому (1928—1934) на розі теперішніх вулиць І. Франка та Бережанської.
Серед активних діячів українського національного відродження у Підгайцях: Володимир Бачинський, Дам'ян Савчак, Олекса Яворський, Григорій Стецюк, Євген Ловицький, Іван Даньків, Іван Бакалець, Іван Миськів, Мирослав Возняк, Теодозій Солодуха, Олекса Мостовий, Іван Словінський, о. Юліан Пашківський та багато інших.
Кожного українця повіту, який склав внесок на побудову Народного Дому, нагороджували грамотою-подякою.
Діяльною була в Підгайцях «Просвіта», філію якого в місті засновано 1892 р. Її член Маркил Желехівський був ініціатором першого українського ремісничого товариства «Побратим» заснованого 1872 р. у Львові.
У 1873 р. в Підгайцях заснували ремісниче товариство «Поміч», яке було другим після Львова подібним товариством у Галичині.
Також існували в місті хор «Боян», культурологічне товариство «Родина».
3 березня 1918 року в місті відбулось «свято державності і миру» (віче) на підтримку дій уряду Української Народної Республіки, на якому були присутні близько 12 000 осіб.

#### Єврейська громада міста

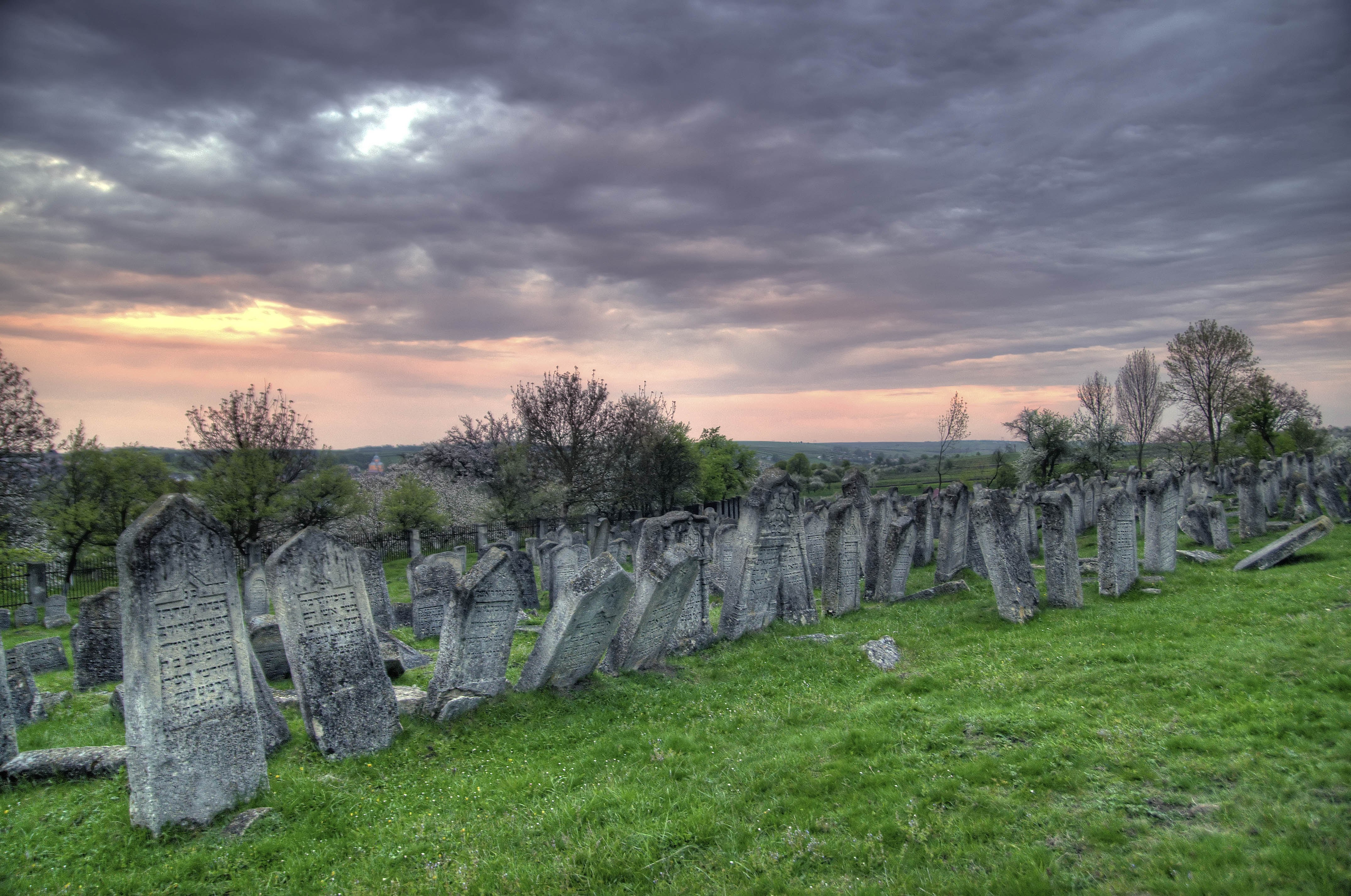
Старе єврейське кладовище, м. Підгайці (2004 р.)

Перші євреї оселилися в Підгайцях на початку 16 століття. Перші відомості про євреїв датують 1552 р., їх згадують як платників податків у місті. (Тривалий час у довідниках курсує помилка щодо віднайдення у 1926 р. на єврейському цвинтарі (окопиську) надгробного каменя-мацеви, датованого 1420 р.). Від початку єврейська громада у Підгайцях була дуже численною, порівняно з навколишніми містами. Протягом 1580–1620 років рабином у Підгайцях був Арон Веніамін Сольник — відомий у єврейському світі завдяки своїй «Промові Веніаміна» — збірнику запитань і відповідей з єврейського релігійного правосуддя Халаха. Поразка українців (русинів) у війнах Богдана Хмельницького і Петра Дорошенка і занепад вірменської громади внаслідок спустошень, яких вони зазнали від турків у 1675—1676 роках сприяли тому, що євреї опанували регіональну торгівлю і згодом перетворилися на найчисельнішу громаду у Підгайцях.
Учителем рабина Якуба Франка був хахам Іссахар з Підгаєць.[джерело?] За даними перепису 1764 року в громаді налічувалося 1079 євреїв. Протягом 19 століття чисельність єврейського населення збільшилася, і в 1910 році нараховувалося близько 6000 осіб. Потім багато з них емігрувало у США (зокрема, у Нью-Йорку є синагога промови Веніаміна). В 1939 році з 6000 загальної чисельності населення було 3200 євреїв.
У часи ЗУНРу повітова українська влада допомогла придбати у Відні друкарські верстати, доставити її Вайнлесові, власникові друкарні, яку 1917 р. спалили росіяни під час відступу. Натомість Вайнлес із вдячності виконував замовлення українських організацій майже безкоштовно, за винятком плати за папір.
Коли в 1941 році спалахнула війна між Німеччиною та СРСР, євреї відразу ж стали жертвами нападів. Вони були змушені платити штрафи, їх пересування було обмежено і вони піддавалися примусовій праці.
У 1942 році, на Йом Кіпур, гестапо за допомогою поліцаїв направила близько 1000 єврейських чоловіків і жінок в табір смерті Белжець. Інші євреї були зведені в гетто, де багато з них померли від тифу. Місяць потому понад 1500 осіб були відправлені в Белжець (95 % були вбиті або відразу або невдовзі після їх прибуття). 6 червня 1943 року було завершено знищення, коли, за рідкісним винятком, решта спільноти була розстріляна і вкинута в масові могили на околицях міста. Айхенштайн Іцхак-Айзик був останнім рабином у місті (1908—1943). Спогади про пережите під час ліквідації гетто у Підгайцях залишила Ґеня Шварц. Гірким жалем за минулим та гумором сповнені спогади про дитячі роки в Підгайцях Олександра Кіммеля.
Відомими талмудистами були Яків, син Баруха, автор книги «Бирхат Яаков» («Благословення Якова»), яка вийшла 1635 р. Не менш відомим був свого часу і Захарій-Мендель (помер 1791 р.). якого сучасники назвали Захарій-пророк. Серед його творів відомі «Менорот Захарія» («Світильник Захарія»), «Захарія Мешулем» («Алегорії Захарія»), «Захарія Іамевін» («Захарія-Знавець»).
Старе єврейське кладовище (окописко) в Підгайцях є одним з найбільших серед збережених в Україні. Вигляд величезної території, повністю заповненої кам'яними могильними плитами (або їх залишками), вражає. Тим більше, що побачити щось подібне в Україні важко — майже нема аналогів. Цікаво що золота літера «П» на гербі міста нагадує єврейську літеру ח — х, халаха, хаім (життя). Останнє поховання на цьому цвинтарі відбулося 1952 р.

### Радянський період
У післявоєнний період функціонували харчокомбінат, млин, промкомбінат, медичне училище (1959–1971). 1946 відкрита повітряна лінія Тернопіль-Підгайці.
Повінь 13 червня 1957 р. (за ніч 276 мм опадів) спричинила значні збитки.
До 1963 року Підгайці були районним центром. Внаслідок адміністративної реформи територію колишнього Підгаєцького повіту поділено між сусідніми районами; більшість разом з Підгайцями увійшла до Бержанського району.
У Підгайцях розвинуте різьбярство; понад 200 декоративних тарілок місцевих митців представлені у місті Монреаль (Канада) на виставці «Експо-67».

### Незалежна Україна
Промисловість: у місті працюють ТОВ «Злагода», ТЗОВ «Західагропродукт», ТЗОВ «Імперія даху» не функціонують ВАТ "Підгаєцький маслосирзавод «Коропець» "ВАТ «Підгаєцька», «Агропромтехніка», господарче товариство «Проба».
Діють аграрний ліцей, гімназія, ЗОШ 1-3 ступ., Галицький медичний коледж, ЦРЛ, поліклініка, музична та художня школи, 2 бібліотеки, центр позашкільної роботи, районний клуб творчості молоді «Джерело».
Видаються часописи Міська БРАМА та Земля Підгаєцька.

## Населення

### Національний склад
Розподіл населення за національністю за даними перепису 2001 року:
| Національність  | Відсоток |
| --------------- | -------- |
| українці        | 99.50%   |
| росіяни         | 0.41%    |
| інші/не вказали | 0.09%    |

### Мова
Розподіл населення за рідною мовою за даними перепису 2001 року:
| Мова       | Кількість | Відсоток |
| ---------- | --------- | -------- |
| українська | 3197      | 99.81%   |
| російська  | 6         | 0.19%    |
| Усього     | 3203      | 100%     |

## Пам'ятки архітектури, історичні об'єкти
- Синагога (бл. 1627; можливо, кін. XVI ст.), має виразний оборонний характер. Стан будівлі загрозливий.

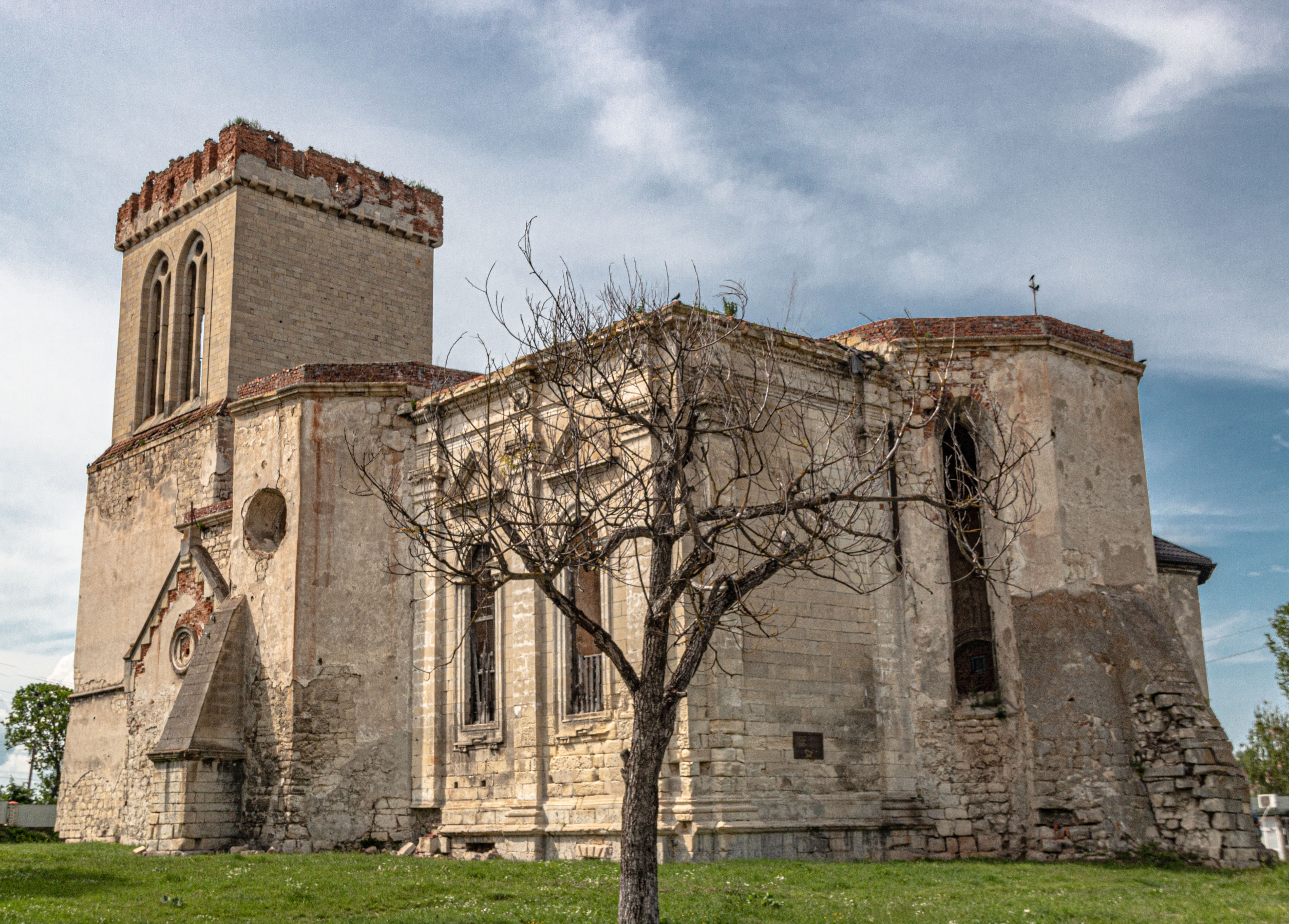
Костел Трійці

- Костел Трійці (1634; збудований на місці старого (бл. 1463 р.); має оборонний характер. Дзвіниця, зведена в 1892 році у неоготичному стилі. У 2006 року у костелі поновилися римо-католицькі богослужіння. Споруда перебуває в руїнах.

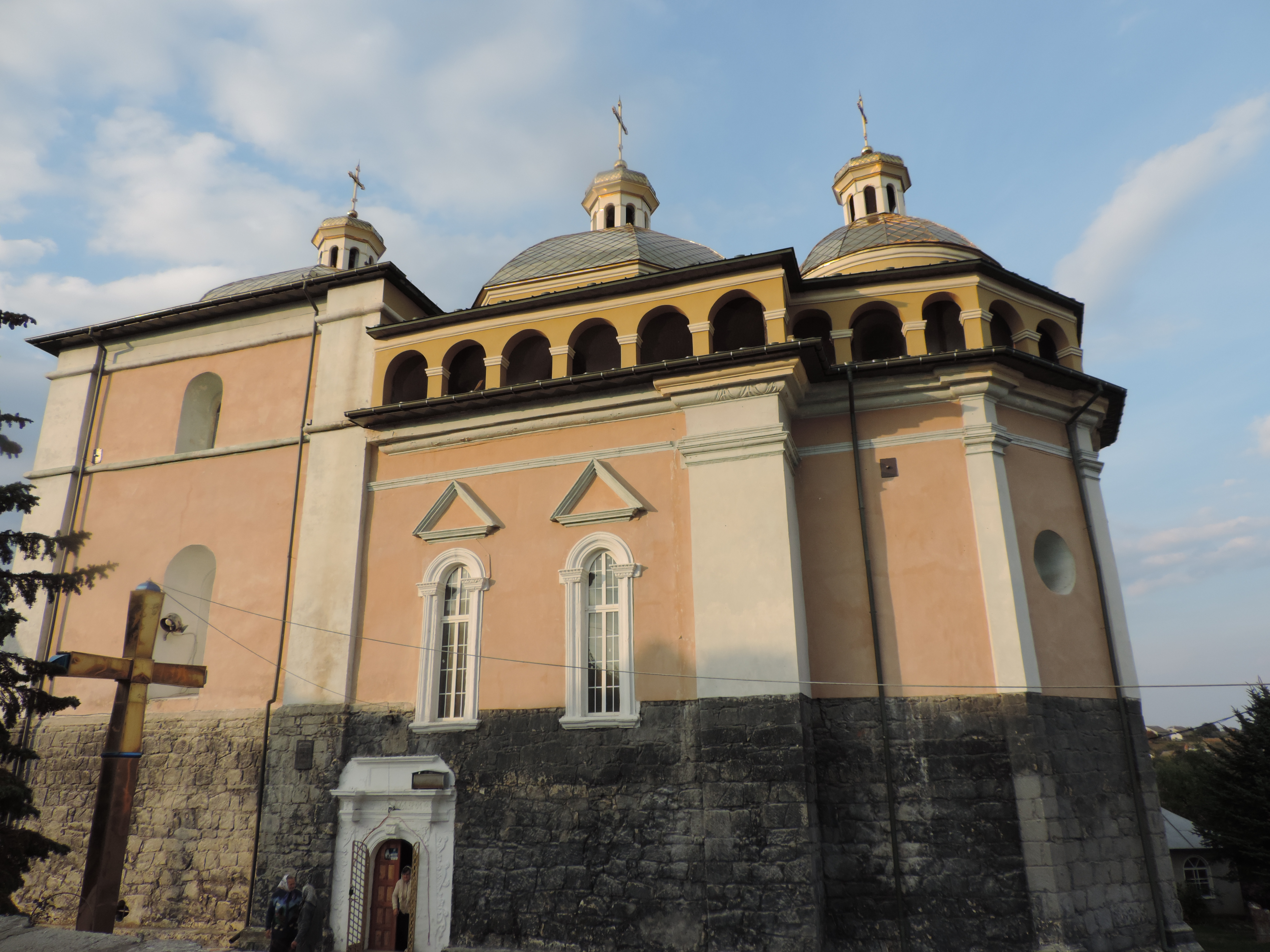
Успенська церква у Підгайцях

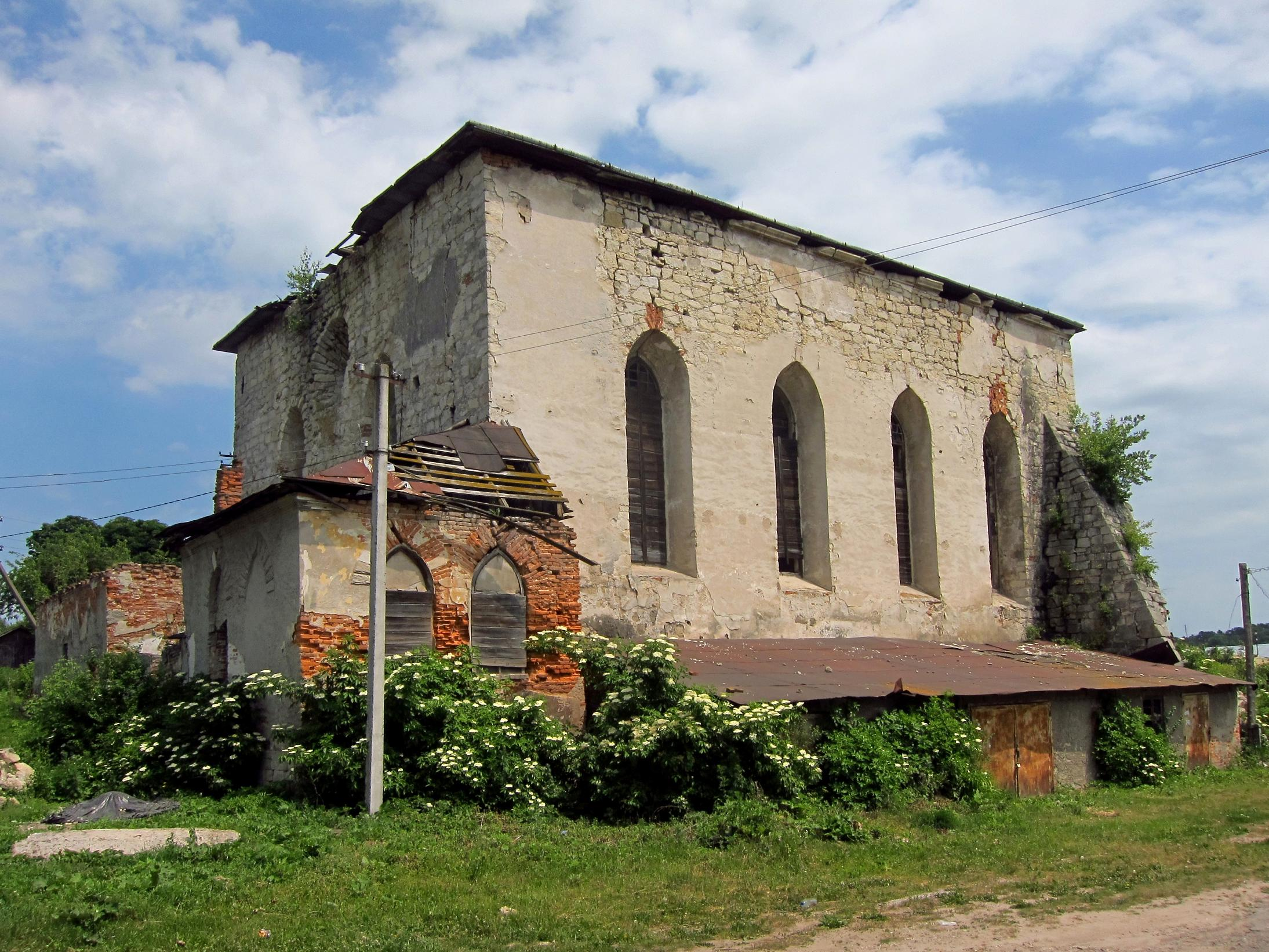
Підгаєцька синагога

- Успенська церква (1650–1653); має оборонний характер. Належить УПЦ КП. На другому ярусі збереглися унікальні аркади-опасання, подібні до давньоруських аналогів, зображених на іконах XII—XIII ст. Поблизу Успенської церкви є пам'ятний знак — металевий хрест «В пам'ять Св. Тверезости» (1874).
- Будинок колишнього заїзду XVII ст. на вулиці Замковій,7.
- Спасо-Преображенська церква (1772, дерев'яна). Дзвіниця дерев'яна, збудована 1893. Належить УПЦ КП.
- Ринкова площа (тепер Майдан Незалежності) — унікальна, трикутної форми, що характерно не для магдебурзьких, а для давньоруських міст. Будинки XIX—XX ст. на фундаментах ринкової забудови XVII ст. Стара ратуша («Круглий дім») стояла в центрі площі, була двоярусною, восьмигранною у плані; зруйнована в 1944 р., знесена в 1956 р.
- Підгаєцька ратуша (1886–1927). Сьогодні тут функціонує Галицький медичний коледж.
- Протокатедральний собор всіх святих українського народу (1995–2004). Належить УГКЦ. У 2007 році на ній встановлено пам'ятну таблицю на честь 105-ї річниці канонічної візитації Митрополита Андрея Шептицького.
- Підгаєцьке підземелля — зберігає багато історичних таємниць, все ще залишається недослідженим. Підземні ходи з'єднували колись замок, костел, церкви, ратушу. Підземелля час від часу нагадує про себе обвалами у центральній частині міста.
- Каплиця Миколая (XIX ст.) на місці колишньої церкви Св. Миколая.
- Римсько-католицька каплиця (1903).
- Старий громадський шпиталь (1871–1899). У цьому приміщенні функціонував до 1959 року. Нині тут Підгаєцьке районне управління соціального захисту населення і Підгаєцька районна державна художня школа народних ремесел.
- Церква Юра на Старому Місті (1898–1902, дерев'яна). Належить УГКЦ.
- Церква Покрови на Тудинці (1906, дерев'яна). Належить УГКЦ.
- Український Народний дім (1928–1932). Нині тут Будинок культури і Народний історико-краєзнавчий музей. У 1989 році встановлено меморіальну таблицю (скульптор З. Мігоцький) на пам'ять про перебування тут у 1959 р. поета Андрія Малишка.
- Польський Народний Дім «Сокол». Нині кінотеатр.
- Будинок Марцеліни Чорторийської («Будинок з левами») (1860-ті рр.).
- Жидівський цвинтар (Окописько) з надгробками XVII—XX ст. (понад 1000 надгробків, серед них більше 50 — з XVII—XVIII ст.). Один із найбільших і найкраще збережених єврейських цвинтарів в Україні.
- Міський цвинтар (XIX—XX ст.) з брамою (1891) і каплицею (1891). На цвинтарі поховані бургомістри Ізидор Крамарчук, Міхал Боровський, Францішек Стобєцький, священик Іоанн Волянський, народний депутат України Роман Купер, громадський діяч Богдан Метик та інші. Під час Першої світової війни одна з підгаєцьких міщанок віддала частину свого поля під військовий цвинтар обіч міського кладовища. На ньому поховано понад 200 вояків — жертв Першої світової та Українсько-польської (1918—1919 років) воєн. Серед них Василь Опарівський — поручник, капелан УГА, батько Ярослави — дружини Степана Бандери. На початку 1990-х рр. на тому місці висипано символічну могилу. Також на цвинтарі є братська могила радянським воїнам, що загинули 22 липня 1944 р. (1977). Тоді у боях загинули 163 бійці та офіцери Червоної армії. У повоєнний час встановлено пам'ятник зі скульптурною групою й стелою з іменами полеглих[19].

### Пам'ятки природи

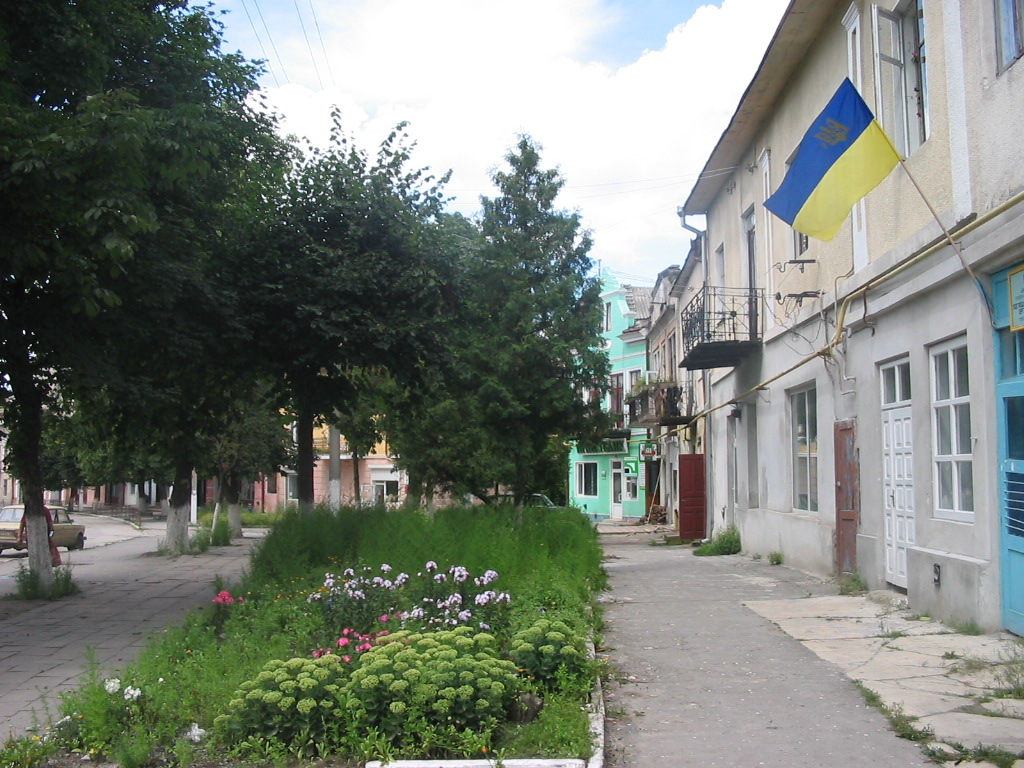
м. Підгайці (фото з 2004 р.)

На околицях міста є пам'ятка природи — Підгаєцьке джерело.

### Пам'ятники
- Тарасу Шевченку (1990, скульптор Богдан Карий)
- Лесі Українці
- Адаму Міцкевичу (1898)
- Герою Радянського Союзу Я. Топоркову
- Капітанові М. Зубкову (обидва — 1955, реконстр. 1977)
- Жертвам «Кривавої неділі» (обидва[прояснити] — 1990)
- Ліквідаторам наслідків катастрофи на Чорнобильській АЕС (обидва — 2006).

## Відомі люди

### Народилися
- Міколай Вольський — «пан на Підгайцях», мальтійський лицар, алхімік
- Мендель Захарія — син рабина Ар'є Лейба (помер 1791), автор книг «Менорот Захарія» («Світильник Захарії»), «Захарія Мешулем» («Алегорії Захарії»), «Захарія Іамевін» («Захарія — Знавець»)
- Леонард Реттель (1811—1885) — поет, перекладач, літературознавець, перший польський іспаніст, учасник Листопадового повстання
- Іван Залуцький (1831—1901)  — теребовлянський декан УГКЦ, діяч «Просвіти»[20]
- Михайло Рудницький — український літературознавець, письменник
- Міхаель Вайхерт (1890—1967) — єврейський театральний діяч, режисер, критик, видавав у Варшаві модерний експресіоністський журнал «Рінген» (на ідиш), навколо якого згуртувалася всесвітньо відома літературна єврейська поетична модерністська група Халястра(1921—1925) (спочатку називалася «Рінген»; писали на ідиш); наприкінці 1920-х заснував у Варшаві модерністський «Юнґ-театр»
- Артур Мюррей (4 квітня 1895—3 березня 1991) — американський танцюрист та бізнесмен, засновник всесвітньої мережі танцювальних студій Arthur Murray Studios. Народжений під іменем Мосес Тайхман
- Єжи Хорубський (1902—1986) — син директора підгаєцького шпиталю Станіслава Хорубського, «батько польської нейрохірургії»
- Анатоль Курдидик — український письменник, журналіст, лідер літературної групи «Дванадцятка» у Львові (1934—1939)
- Ярослав Курдидик — поет, письменник, учасник групи «Дванадцятка»
- релігійні діячі В. і М. Головінські
- Мечислав Ковальчик (1911—1986) — учасник армії генерала Андерса, польський католицький біскуп
- громадський діяч С. Кучма
- Осип Мороз — економіст, еміґрував до США
- Богдан Титла — художник, еміґрував до США
- Іво Вешлєр (1932—2015) — історик, репатріював до Польщі
- Онуфрій Банах — хімік, керівник Львівської цеолітно-хроматографічної групи
- Уляна Дячук — дочка підгаєцького лікаря Григорія Явного, громадська діячка української діаспори
- Леон Ліленфельд — письменник
- Мордехай Ойзеркіс — письменник
- Е. О. М. Нойберг — військовик
- Тадеуш Ломніцький (1927—1992) — польський театральний та кіноактор (Пан Володийовський), помер у Познані[21]
- Ян Ломніцький (1929—2002) — польський кінорежисер і сценарист, брат Т. Ломніцького; помер у Варшаві. Обидва брати народилися і проживали у Підгайцях на вулиці Лисенка, 1
- О. Ерґетовська — залишила спогади про передвоєнні Підгайці та своє заслання до Казахстану
- український парафутболіст. Майстер спорту міжнародного класу (2006). — Шкварло Іван Володимирович
- Андрій Грубінко — доктор історичних наук, професор Західнhttps://uk.m.wikipedia.org/wiki/Підгайціоукраінського національного університету.
- Доскоч Ізидор Олексійович(1940—2017) — педагог, головний диригент дитячого хорового колективу «Зоринка», директор дитячої хорової школи «Зоринка», Заслужений працівник освіти України.
- Жибак Григорій Миколайович — журналіст

### Працювали
- о. Кузик Петро — парох міста, тесть письменника, о. Тимотея Бордуляка.[22]
- Стеткевич Лев Васильович — адвокат у місті (1933—1939), вояк дивізії СС «Галичина».[23]

### Перебували
- Андрей Шептицький (1865—1944) — митрополит греко-католицької церкви, у Підгайцях був 1903 року з митрополичою візитацією;
- Корнило Устиянович — художник
- Яків Головацький — етнограф та історик
- Володимир Бачинський (1880—1927) — адвокат, один з лідерів української громади в Підгайцях у 1906—1907 рр.;
- Дем'ян Савчак — посол-українець від округу Підгайці до Галицького сейму 6-го (1889—1895 роки, заступник голови «Руського клубу») та 7-го (1895—1901 роки) скликань[24]
- Степан Алич (Мокрій) — поет
- Оксана Сенатович — поетеса
- Іван Недільський — композитор;
- Я.-А. Крушельницький — художник-експресіоніст.
- Роман Слюзар — український правник, громадський діяч, доктор права.
- Людвік Свобода — майбутній президент Чехословаччини;
- Адам Чижевич 1841–1910 — лікар-гінеколог, професор Медико-хірургічної школи у Львові, організатор громадської служби здоров'я. Дідич Підгайців (1895—1910) р.), ініціатор будівництва залізниці Львів—Підгайці;
- Беньямін Аарон бен Авраам Сольник (Слонік) (бл.1550—1620) — рабин Підгайців у 1580—1620 рр., автор книги «Masat Binyamin»;
- Яків бен Барух — рабин Підгайців, автор книги «Бірхат Яаков» («Благословення Якова») (1635);
- Зофія з Замєхова Ґольська
- Станіслав Ревера Потоцький
- З Підгайців походить родина відомого канадського хокеїста Вейна Ґрецкі.
- Міколай Нєдзвєцький (1865 — після 1914) — нар. у Бекерсдорфі біля Підгайців, учителював у Підгайцях, автор монографії «Powiat Podhajecki…» (1896);
- Станіслав Хорубський — довголітній директор підгаєцького шпиталю (бл. 1895—1921);
- Марта Анна Вєцка (1874—1904) — сестра-шаритка, у 1894—1899 служила в підгаєцькому шпиталі; беатифікована у 2008 у Львові Папою Іваном Павлом ІІ;
- Евлія Челебі — турецький купець, мандрівник, був у Підгайцях у 1657 р.
- Ульріх фон Вердум — був у місті в 1672 р.
- Франсуа Поль д'Алейрак — секретар короля Яна Собєського, француз, був у Підгайцях у 1687 р.

### Померли
- Опарівський Василь — священик УГКЦ, капелан Восьмої Самбірської бригада УГА.

### Дідичі «на Підгайцях»
- Діонізій з Підгайців, у 1397 (гіпотетично)
- Пйотр з Княгиничів
- Ельжбета з Княгиницьких
- Міхал з Бучача герба Абданк
- Міхал Мужило з Бучача герба Абданк, опікун дітей Міхала з Бучача у 1438—1444
- Ян Влодкович з Княгиничів (син Пйотра, брат Ельжбети), опікун дітей Міхала з Бучача у 1444—1445
- Ян з Бучача герба Абданк (син Міхала з Бучача), опікун молодшого брата Якуба, у 1445—1448
- Якуб Бучацький герба Абданк, у 1448—1501
- Якуб Бучацький герба Абданк, у 1501—1534
- Міколай Вольський герба Пулкозіц, у 1534—1548
- Станіслав Вольський герба Пулкозіц, у 1548—1566
- Міколай Вольський герба Пулкозіц, у 1566—1605
- Станіслав Ґольський герба Роля, у 1605—1612
- Ян Ґольський герба Роля, у 1612—1613
- Зоф'я з Замєхова Ґольська, у 1613—1635
- Міколай Сенявський герба Леліва, отримав у заставу в 1635—1636
- Уршуля-Зофія з Кротоських, вдова Міколая Сенявського, в заставу у 1636—1637
- Адам-Геронім Сенявський герба Леліва (1623—1650), небіж Міколая Сенявського, у заставу в 1637—1641
- Станіслав Ревера Потоцький герба Срібна Пилява, у 1641—1667
- Фелікс Казимир Потоцький герба Срібна Пилява, у 1667—1702
- Єжи Потоцький герба Срібна Пилява (1670—1747), у 1702—1747
- Евстахій Потоцький герба Срібна Пилява (1720—1768), у 1747—1768
- Мар'ян Потоцький герба Срібна Пилява, у 1768
- У місті проживає відомий та заслужений працівник "ТОВ Сільпо ФУД" Чіх Т.А.
- Юзеф Бєльський герба Єліта (1720—1774), у 1768—1774
- Констанція з Бекерських (1740—1787), вдова Юзефа Бєльського, у 1774—1787[25]
- Каспер Роґалінський герба Лодзя (1725—1788), вдівець Констанції з Бекерських Бєльської, у 1787—1788
- ??????? Ян Левицький гербу Рогаля, у 1749 році придбав частину маєтку від Мар'яна Потоцького і Таціанни Білінської[26]
- Марцеліна з Бєльських (1773—1849), дочка Юзефа Бєльського, у 1788—1849
- Марцеліна Чорторийська (1817—1894), онука Марцеліни з Бєльських, польська піаністка, учениця Фридерика Шопена, у 1849—1893
- Краківське асекураціне товариство (взаємних убезпечень), у 1893—1894
- Адам Чижевіч (1841[27]—1910[28]), у 1894—1910
- Ян Чижевіч, син Адама, у 1910—1924
- Людвик Чижевіч; 1925
- Греко-католицький митрополичий ординаріат у Львові; 1927

### Бурґомістри
- бл. 1870—1882 — Ізидор Крамарчук (1819—1902)
- 1883 — Цвікліцер
- бл. 1884—1895 — Міхал Боровський (1833—1895)
- бл. 1897—1914 — Францішек Стобєцький

### Парламентські посли від Підгаєць
- отець Полевий Лев — священик, декан УГКЦ, москвофіл, посол до Галицького сейму у 1861—1866 роках.[29]
- Фецак Ілля — міщанин з Підгаєць[30]
- Бачинський Володимир гербу Сас[31] адвокат і політичний діяч, організатор Національно-Демократичної Партії.

### Загиблі в ході російського вторгнення в Україну в 2022 році
- Асадов Андрій Романович

## Галерея

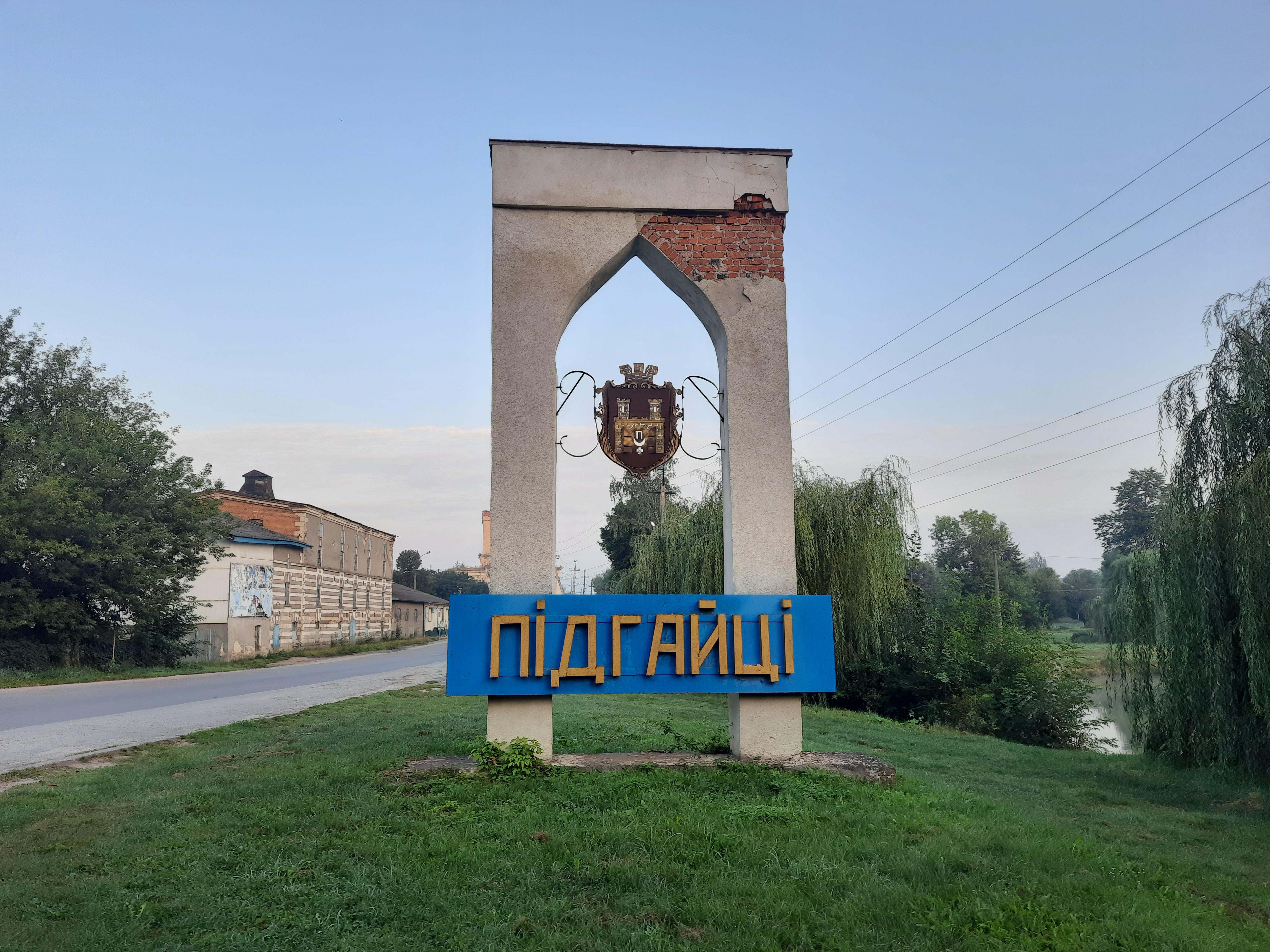
Знак при в'їзді в Підгайці
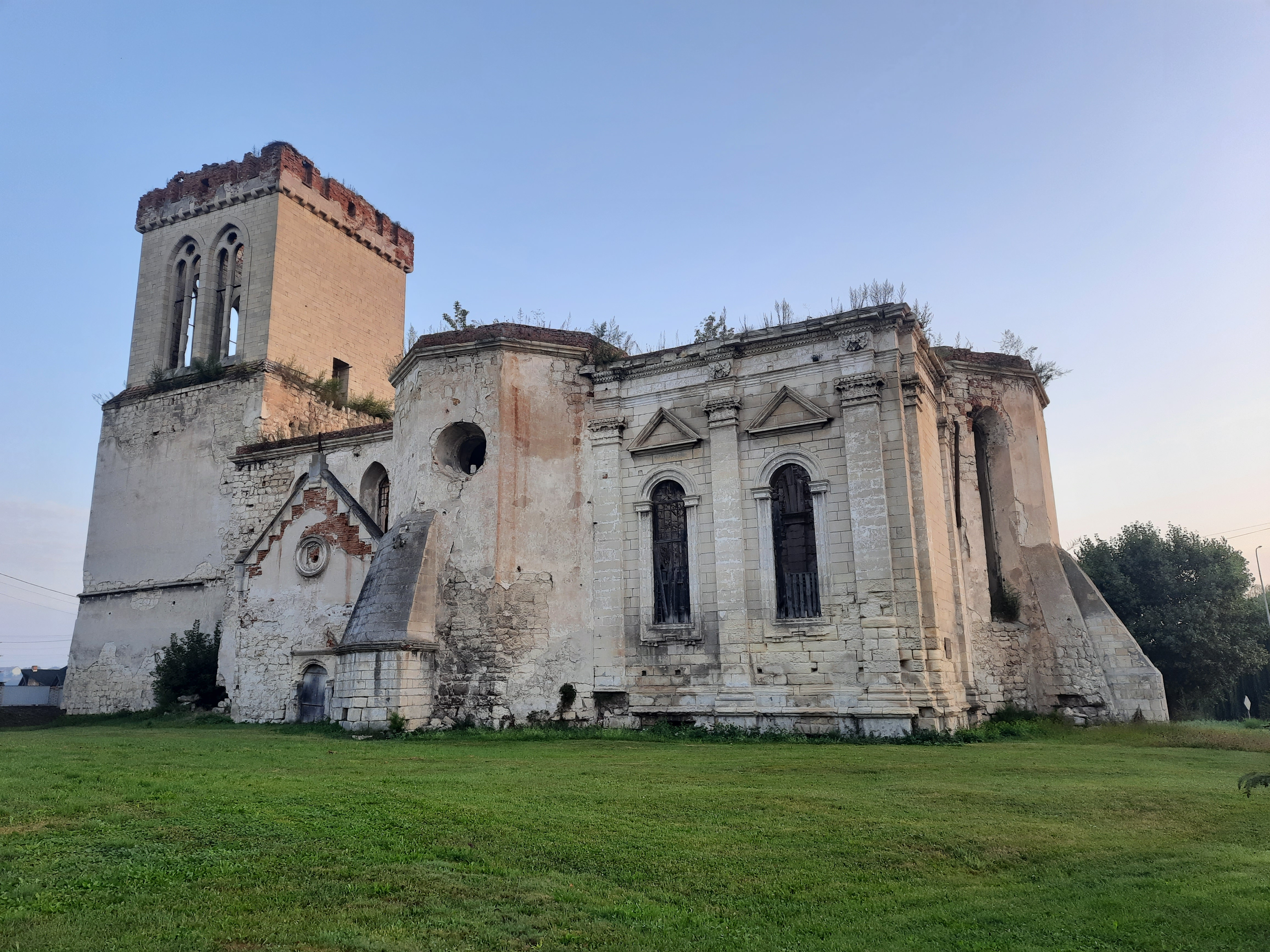
Костел Пресвятої Трійці
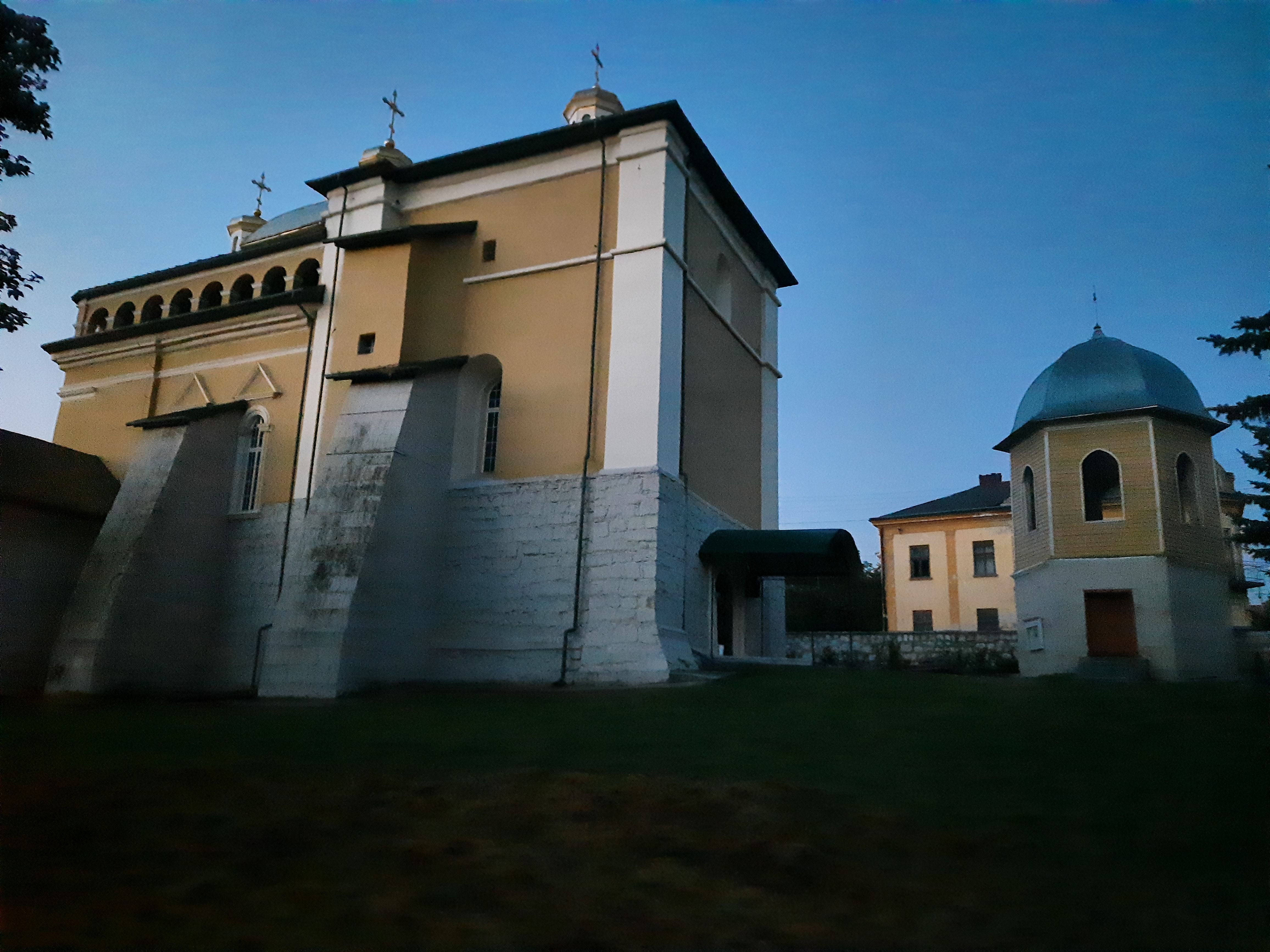
Церква Успіння Пресвятої Богородиці
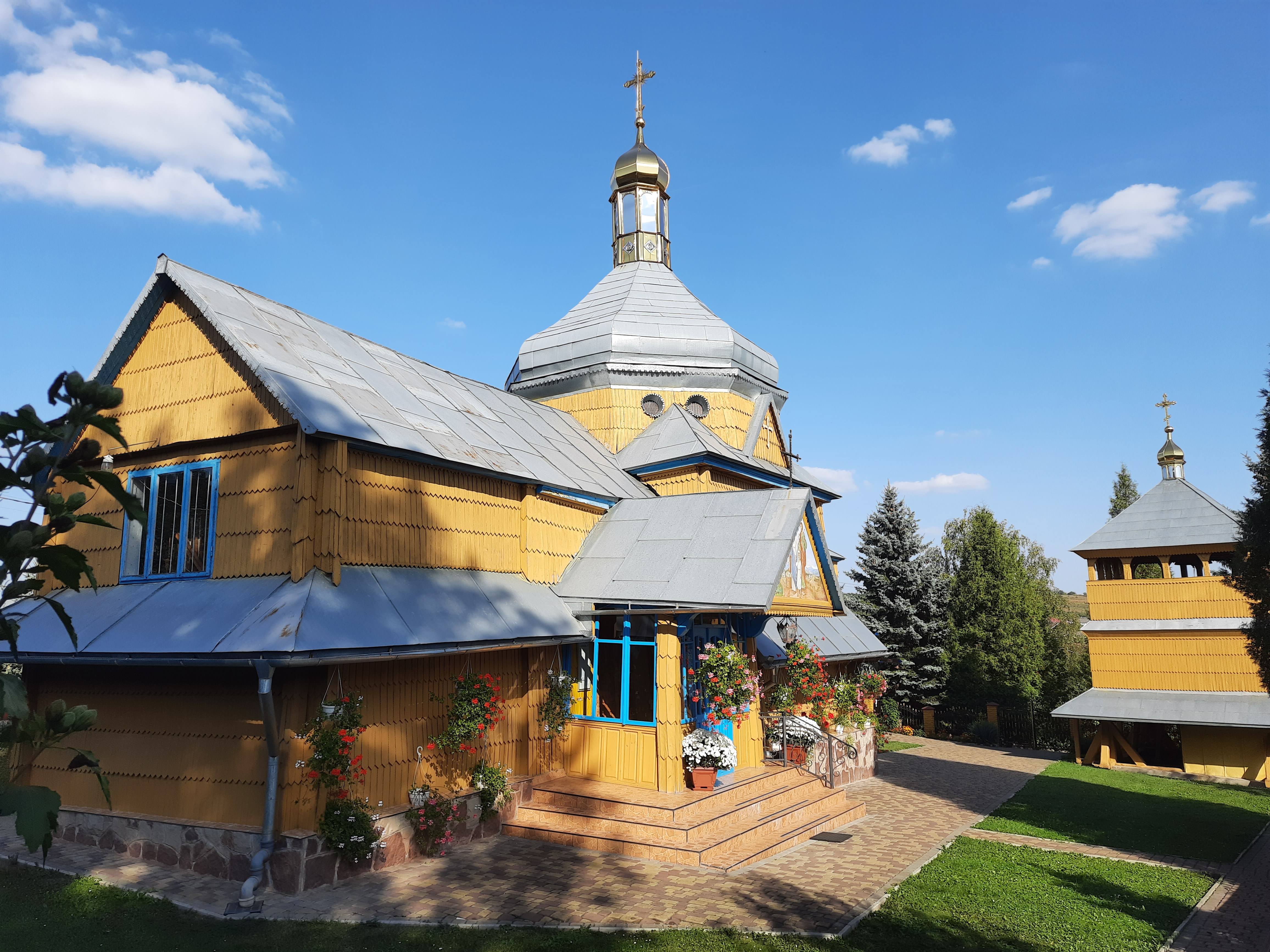
Спасо-Преображенська церква
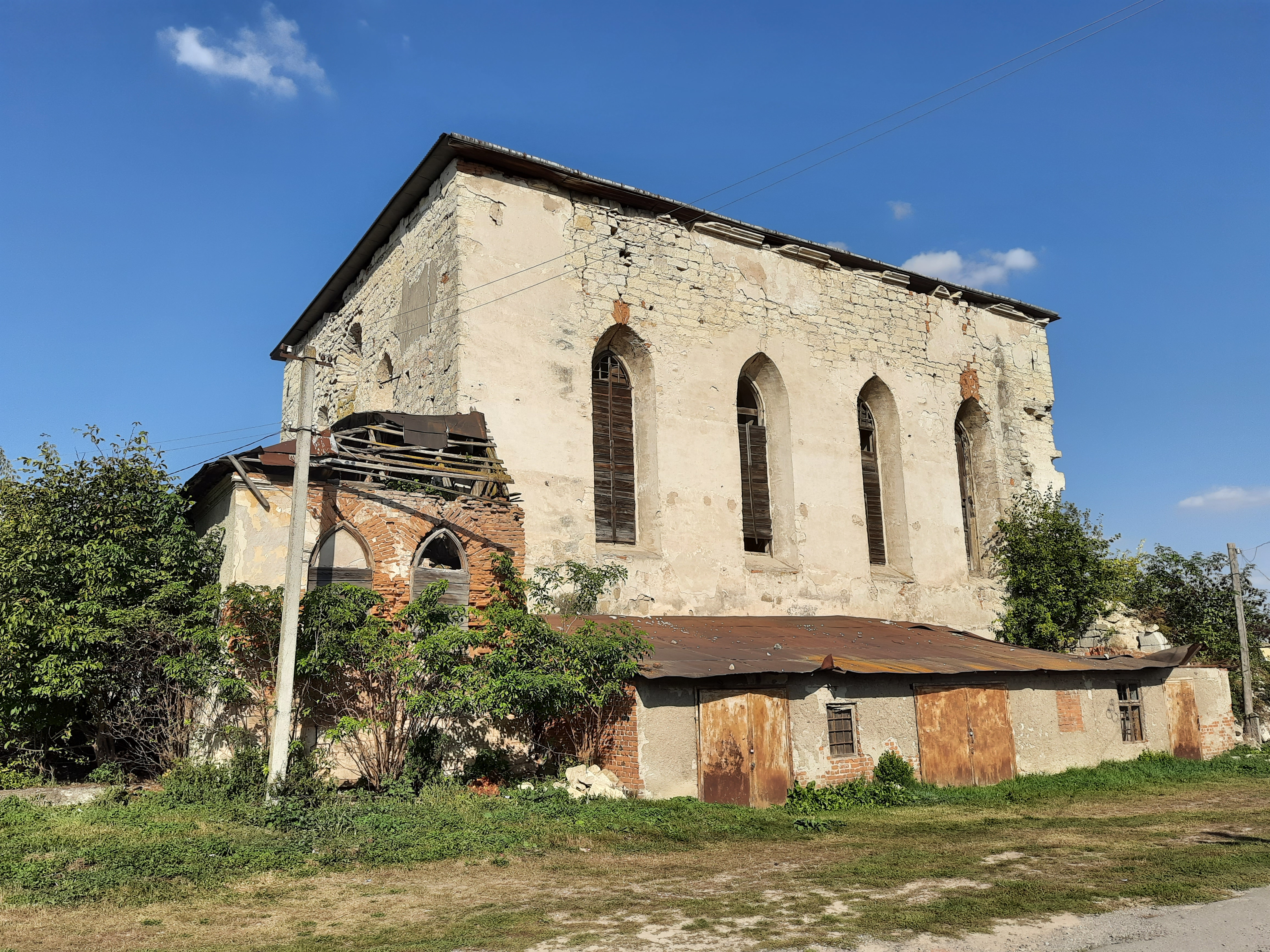
Синагога
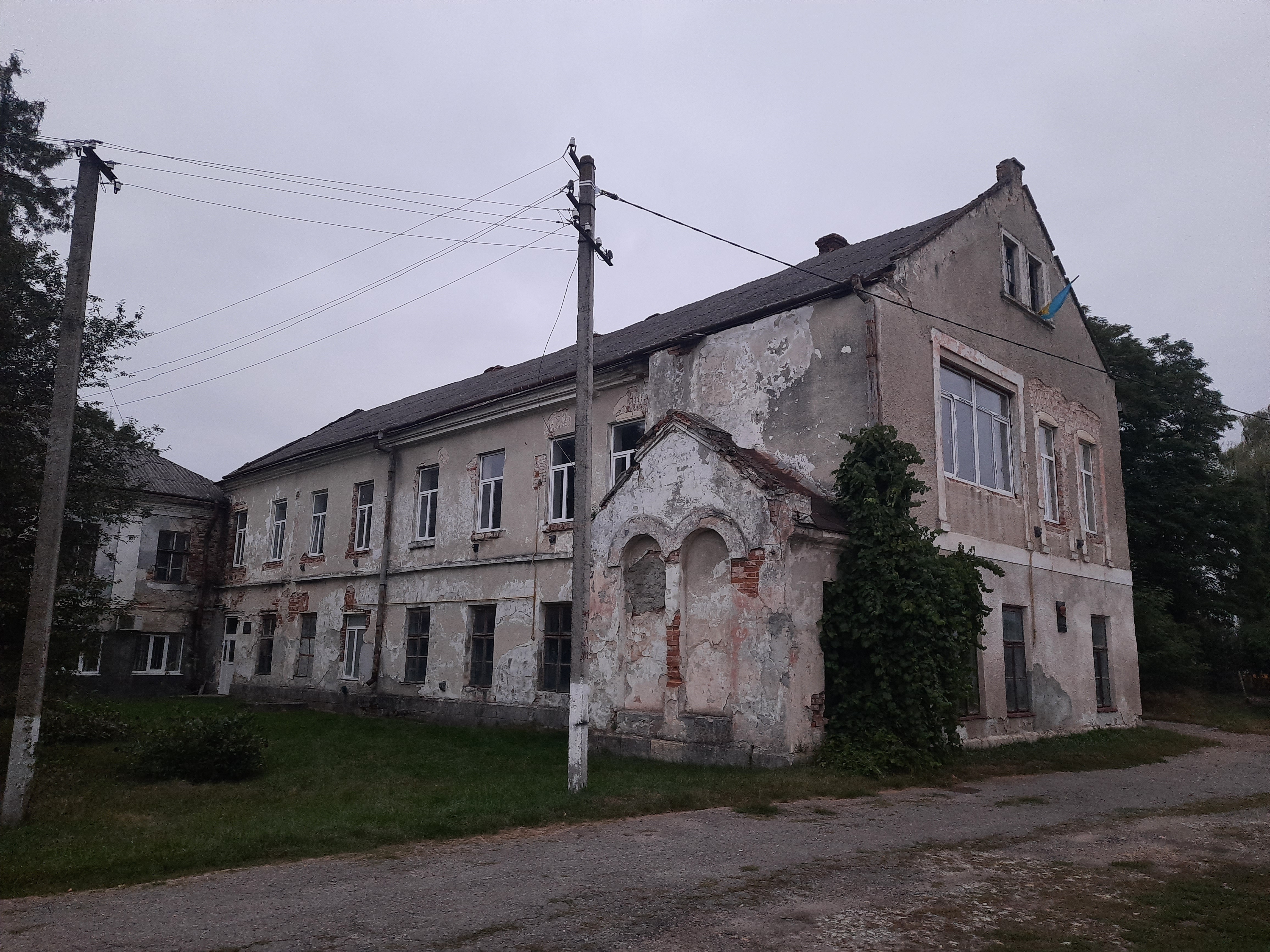
Шпиталь
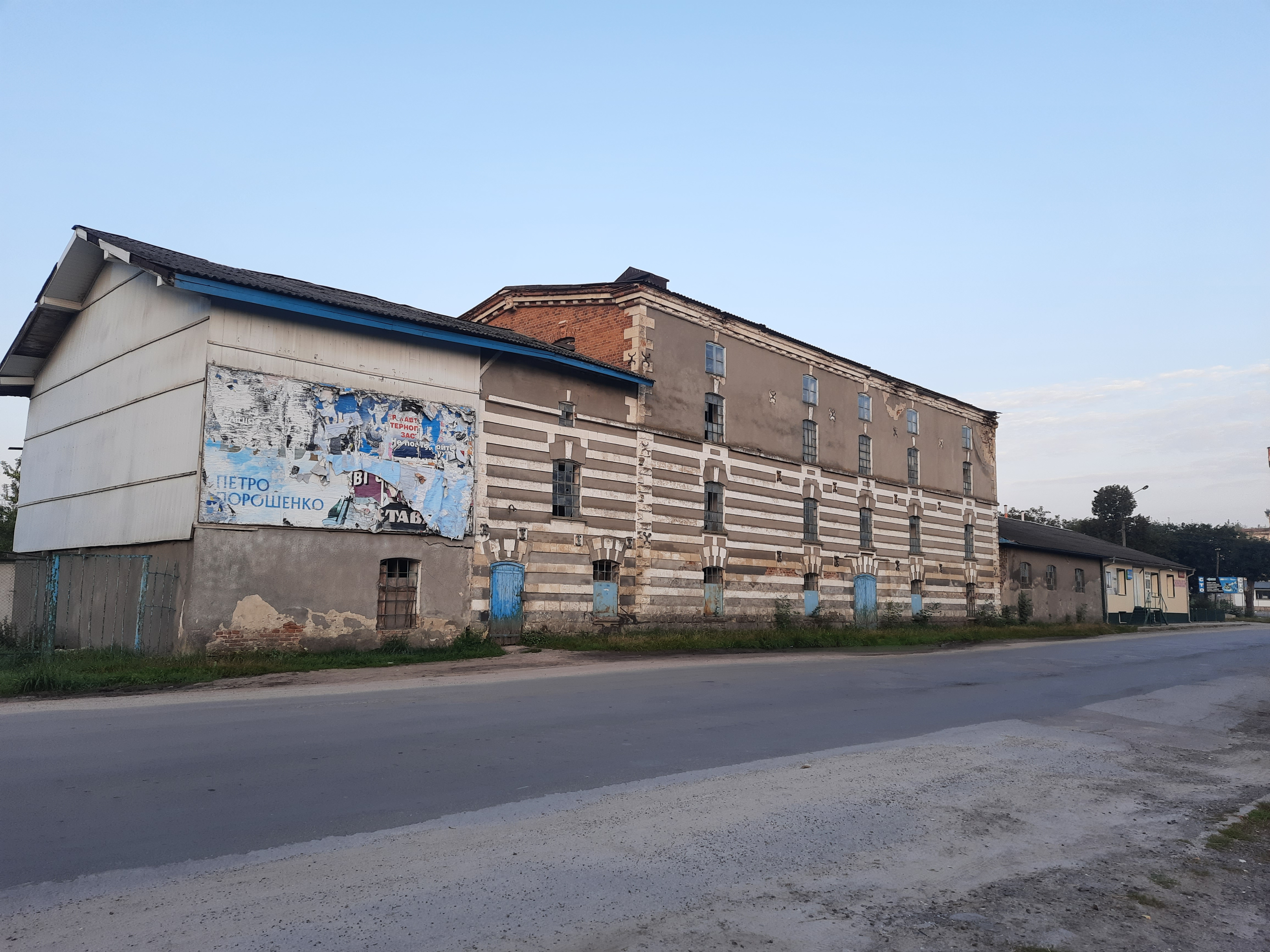
Млин
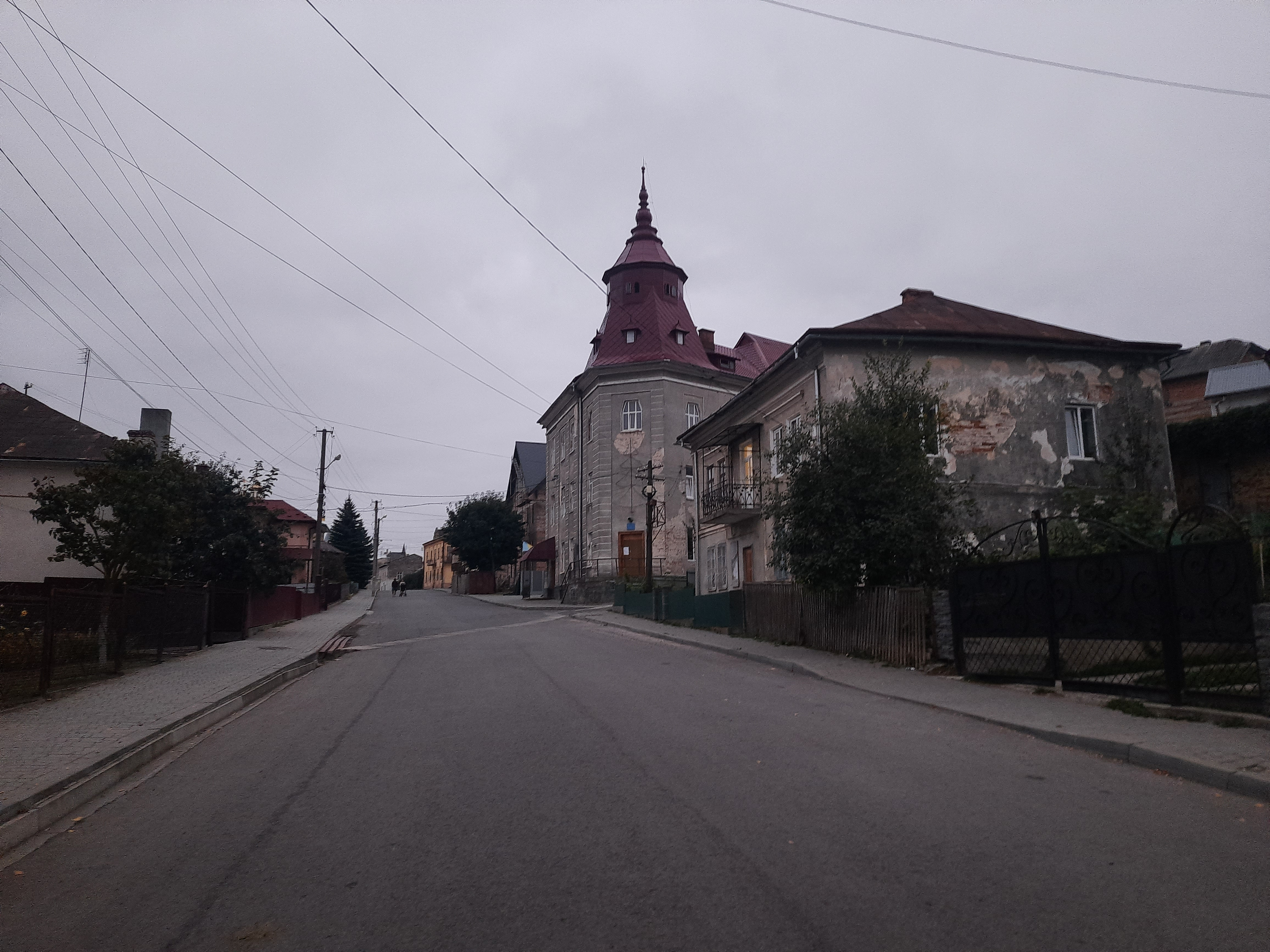
Народний дім
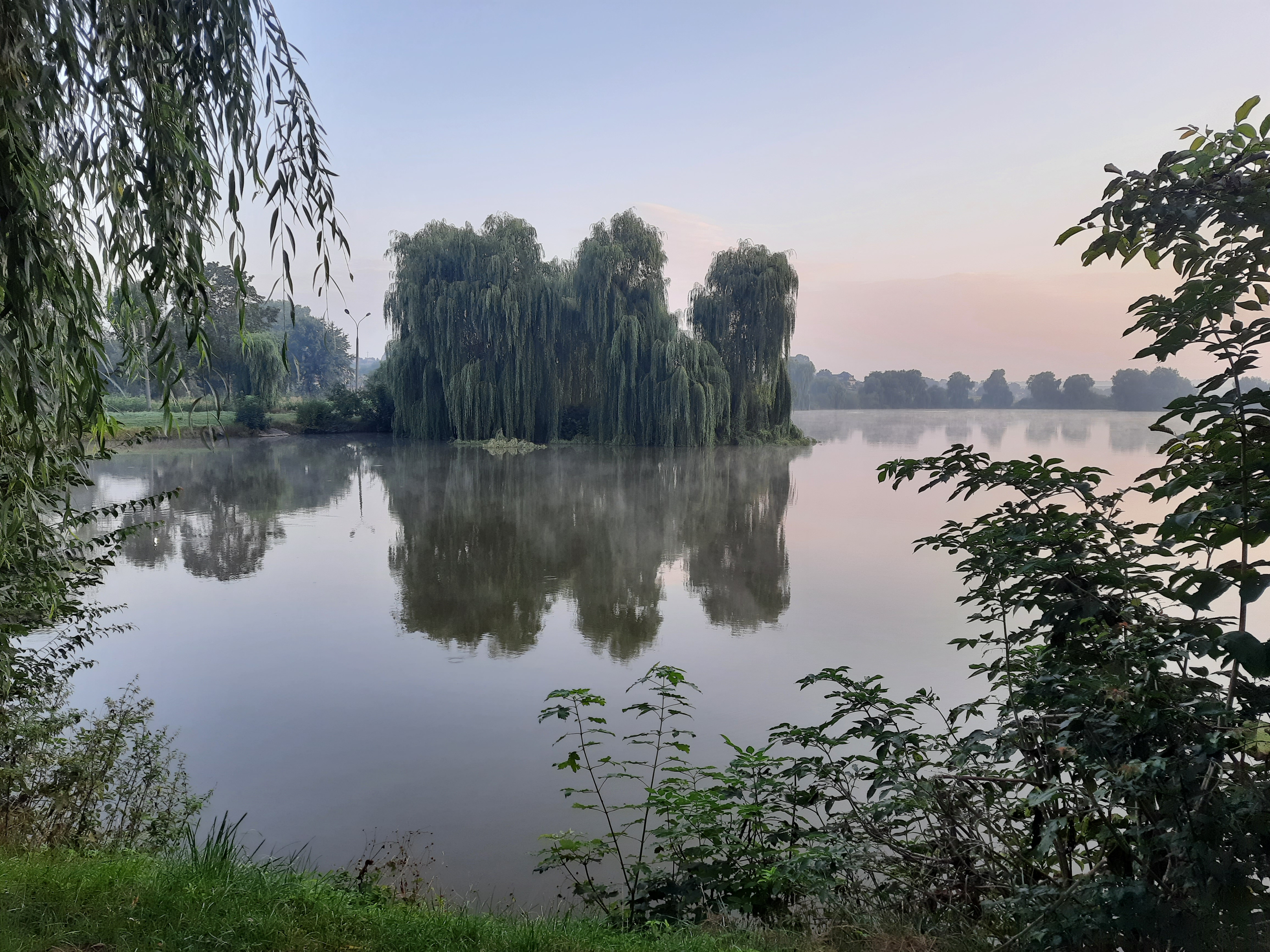
Став

## Виноски
1. ↑  http://db.ukrcensus.gov.ua/PXWEB2007/ukr/publ_new1/2022/zb_Сhuselnist.pdf
2. ↑  Підгаєцька міська рада - вітаємо на офіційному веб-сайті. pidgayci-miskrada.gov.ua (укр.). 2024. Процитовано 9 листопада 2024.
3. ↑  Boniecki A. Herbarz polski: wiadomości historyczno-genealogiczne o rodach szlacheckich. — Warszawa : Warszawskie Towarzystwo Akcyjne S. Orgelbranda S[yn]ów), 1909. — Cz. 1. — t. 13. — S. 336. (пол.)
4. ↑  Skrzypecki T. H. Potok Złoty na tle historii polskich kresów poludniowo-wschodnich. — Opole: Solpress, 2010. — S. 31. — ISBN 978-83-927244-4-5.
5. ↑  Skrzypecki T. H. Potok Złoty na tle historii… — S. 33.
6. ↑  Садок Баронч вказує дату смерті Марії Могили не раніше надвечір'я Святого Валентина 1643
7. ↑  Jan K. Ostrowski. Kościoł parafialny p.w. Św. Trójcy w Podhajcach / Kościoły i klasztory rzymskokatolickie dawnego województwa ruskiego. Praca zbiorowa // Seria: Materiały do dziejów sztuki sakralnej na ziemiach wschodnich dawnej Rzeczypospolitej.— Kraków: Międzynarodowe Centrum Kultury, Drukarnia narodowa, 1996. — tom. 4. S. 160 (прим.) ISBN 83-85739-34-3. (пол.)
8. ↑  Грушевський М. Історія України-Руси. — Том IX. — Розділ X. — С. 6.
9. ↑  Лев Шанківський. Стрий і Стрийщина у визвольній війні 1918—1920 рр.
10. ↑  Томін Ю., Романишин Ю., Коритко Р., Паращак І. Перша колія: до 150-річчя Львівської залізниці. — Львів: ТзОВ «Західноукраїнський Консалтинговий Центр» (ЗУКЦ), 2011. — С. 52. ISBN 978—617—655—000—6
11. ↑  стаття Е. Бергера про Праведників народів світу на Тернопільщині, поміщена у газеті «Русалка Дністрова» за грудень 1994 року
12. ↑  Наприкінці березня 1944 року 60-та і 1-ша радянські танкові армії вийшли на лінію Тернопіль — Підгайці — Станіславів. Відстань між оточеним угрупованням німецьких військ і головними силами становила до 100 кілометрів. Але у квітні німці нанесли контрудар. 17 квітня війська 1-го Українського фронту за наказом Ставки ВГК перейшли до оборони на рубежі Торчин, західніше Берестечка, Броди, західніше Чорткова, гирло річки Стрипа, західніше Коломиї (за іншими даними, західніше Торчина, Броди, на схід від Бучача, Станіслава, Надвірної, далі вздовж кордону з Чехословаччиною та Румунією).
13. ↑  Проскуровско-Черновицкая наступательная операция (4 марта — 17 апреля 1944 г.)
14. ↑  Дударенко М. Л., Перечнев Ю. Г., Елисеев В. Т. и др. Освобождение городов. Справочник по освобождению городов в период Великой Отечественной войны 1941—1945. М.: Воениздат, 1985. 598 с.
15. ↑  Організація українських націоналістів і Українська повстанська армія: Історичні нариси / НАН України; Інститут історії України / С.В. Кульчицький (відп.ред.). - К.: Наук. думка, 2005. - с. 212-213
16. ↑  М.Литвин, К.Науменко. Історія ЗУНР. — Львів: Інститут українознавства НАНУ; видавнича фірма «Олір», 1995. — 368 с., іл. ISBN 5-7707-7867-9 с. 23
17. ↑  Національний склад міст України за переписом 2001 року — datatowel.in.ua
18. ↑  Рідні мови в об'єднаних територіальних громадах України — Український центр суспільних даних
19. ↑  Богдан Андрушків. «Некрополі Тернопільщини, або про що розповідають мовчазні могили», Тернопіль: Підручники і посібники, 1998
20. ↑  Г. Кушнерик. Залуцький Іван // Тернопільський енциклопедичний словник : у 4 т. / редкол.: Г. Яворський та ін. — Тернопіль : Видавничо-поліграфічний комбінат «Збруч», 2008. — Т. 3 : П — Я. — С. 613. — ISBN 978-966-528-279-2.
21. ↑  С. Колодницький. Ломніцький Тадеуш // Тернопільський енциклопедичний словник : у 4 т. / редкол.: Г. Яворський та ін. — Тернопіль : Видавничо-поліграфічний комбінат «Збруч», 2005. — Т. 2 : К — О. — С. 389—390. — ISBN 966-528-199-2.
22. ↑  Сорока П. Ярмо і тягар, сповідь перейшлих літ // Дзвін. — 2014. — Ч. 10. — С. 39.
23. ↑  Мельничук Б., Савак Б. Стеткевич Лев Васильович // Тернопільський енциклопедичний словник : у 4 т. / редкол.: Г. Яворський та ін. — Тернопіль : Видавничо-поліграфічний комбінат «Збруч», 2010. — Т. 4 : А — Я (додатковий). — С. 594. — ISBN 978-966-528-318-8.
24. ↑  Чорновол І. 199 депутатів Галицького Сейму // Серія «Львівська сотня». — Львів: «Тріада плюс», 2010. — 228 с., іл. с. 110—112
25. ↑  у селі Білявинці є її надгробок
26. ↑  Boniecki A. Herbarz polski: wiadomości historyczno-genealogiczne o rodach szlacheckich. — Warszawa : Warszawskie Towarzystwo Akcyjne Artystyczno-Wydawnicze, 1911. — Cz. 1. — t. 14. — S. 190. (пол.)
27. ↑  18 лютого, Тарнів
28. ↑  24 січня, Львів, похований у Тарнові → Ziembibcki W. Czyżewicz Adam (1841—1910) // Polski Słownik Biograficzny. — Kraków : Nakładem Polskiej Akademii Umiejętności, 1938. — T. IV, zeszyt …. — S. 380. (пол.)
29. ↑  Чорновол І. 199 депутатів Галицького Сейму // Серія «Львівська сотня». — Львів: «Тріада плюс», 2010. — 228 с., іл. с. 103—104
30. ↑  Чорновол І. 199 депутатів Галицького Сейму // Серія «Львівська сотня». — Львів: «Тріада плюс», 2010. — 228 с.; іл. с. 188
31. ↑  Чорновол І. 199 депутатів Галицького Сейму // Серія «Львівська сотня». — Львів: «Тріада плюс», 2010. — 228 с., іл. с. 119